# Philippe Pétain

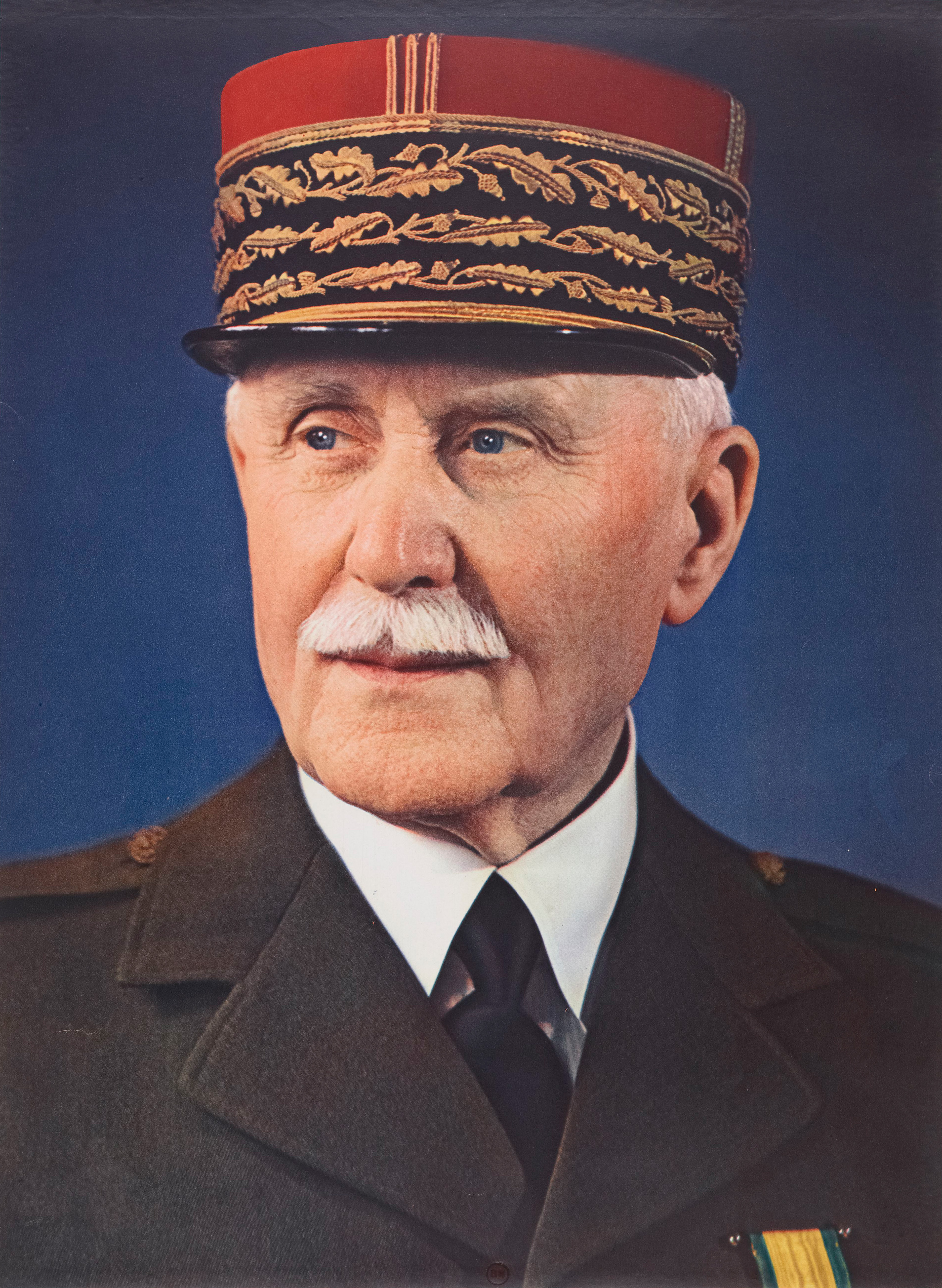
Philippe Pétain (1941)

Das Herrschaftszeichen Pétains: „Die Francisque – Insigne des Marschalls von Frankreich, Chef des französischen Staates“.

Persönliche Standarte des Staatschefs von Vichy

Henri Philippe Benoni Omer Joseph Pétain [filip petɛ̃] (* 24. April 1856 in Cauchy-à-la-Tour, Département Pas-de-Calais; † 23. Juli 1951 in Port-Joinville, Île d’Yeu, Département Vendée) war ein französischer Militär, Diplomat und Politiker. Von 1940 bis 1944 stand er als Staatschef dem autoritären État français (Vichy-Regime) vor.
Während des Ersten Weltkriegs avancierte Pétain aufgrund seiner Abwehrerfolge in der Schlacht um Verdun zum gefeierten Nationalhelden („Held von Verdun“) und wurde 1917 Oberbefehlshaber der französischen Armee. In der Zwischenkriegszeit prägte er als einflussreicher Marschall von Frankreich sowie in verschiedenen militärischen Ämtern die Verteidigungsdoktrin seines Landes entscheidend mit.
Im Verlauf der sich abzeichnenden französischen Niederlage gegen das nationalsozialistische Deutsche Reich wurde Pétain am 16. Juni 1940 letzter Regierungschef der Dritten Republik und erwirkte den Waffenstillstand von Compiègne. Anschließend übernahm er von 1940 bis 1944 als Chef de l’État (Staatschef) mit nahezu absoluten Vollmachten die Führung des mit dem Reich kollaborierenden État français in Vichy und proklamierte in der Révolution Nationale den Bruch des republikanisch-demokratischen Prinzips in Frankreich. Mit dem politischen Aufstieg Pierre Lavals büßte Pétain seine unumschränkte Machtstellung ab 1942 ein.
Wegen der Kollaboration in Frankreich von 1940–1944 wurde Pétain 1945 zum Tode verurteilt. Das Urteil wurde jedoch in eine lebenslange Freiheitsstrafe umgewandelt.

## Herkunft und frühe Jahre
Philippe Pétain wurde am 24. April 1856 auf dem elterlichen Bauernhof in Cauchy-à-la-Tour geboren. Er war der einzige Sohn des Omer-Venant Pétain (1816–1888) und dessen Ehefrau Clotilde geb. Legrand (1824–1857) und hatte mit Marie-Françoise (1852–1950), Adélaïde (1853–1919) und Sara (1854–1940) drei ältere Schwestern. Sein Vater war ein einfacher, alteingesessener Bauer aus dem nordfranzösischen Kohlerevier, der den Familienbesitz von zehn Hektar Ackerland bestellte. Nach der Geburt der Tochter Joséphine (1857–1862) im Oktober 1857 verstarb die Mutter im Wochenbett, worauf der Vater 1859 erneut heiratete und drei weitere Nachkommen zeugte. Von der Stiefmutter vernachlässigt, wuchsen der als still beschriebene Philippe und zwei seiner Schwestern im Haushalt ihrer streng religiösen Großmutter auf.
Ein prägender Einfluss auf den jungen Pétain wird seinem Onkel, Abbé Jean-Baptiste Legrand, zugeschrieben („Mein lieber Neffe! Ich wünsche mir nur eins, dass es in meiner Familie immer Männer geben möge, die das Kreuz tragen – und das Schwert.“). Der Onkel war Pfarrer der Kirchengemeinde Bomy. Legrands Fürsprache ermöglichte dem elfjährigen Pétain ab Oktober 1867 den Besuch des Jesuitenkollegs Saint-Bertin in Saint-Omer. In der dortigen Klosterschule erhielt Pétain zwischen 1867 und 1875 eine durch Religiosität, Gehorsam und Disziplin geprägte Schulbildung. Unter dem Eindruck der französischen Niederlage von 1871 sowie den Kriegsberichten seines Großonkels Joseph Lefebvre, eines katholischen Priesters, der als junger Mann in der Grande Armée gedient hatte, wuchs in Pétain der Wunsch, seinem Land als Soldat zu dienen. Zur Vorbereitung auf die angestrebte Offizierslaufbahn wechselte er 1875 auf das von Dominikanern geleitete Collège Albert-le-Grand nach Arcueil (Département Val-de-Marne).

## Offizierslaufbahn bis 1914

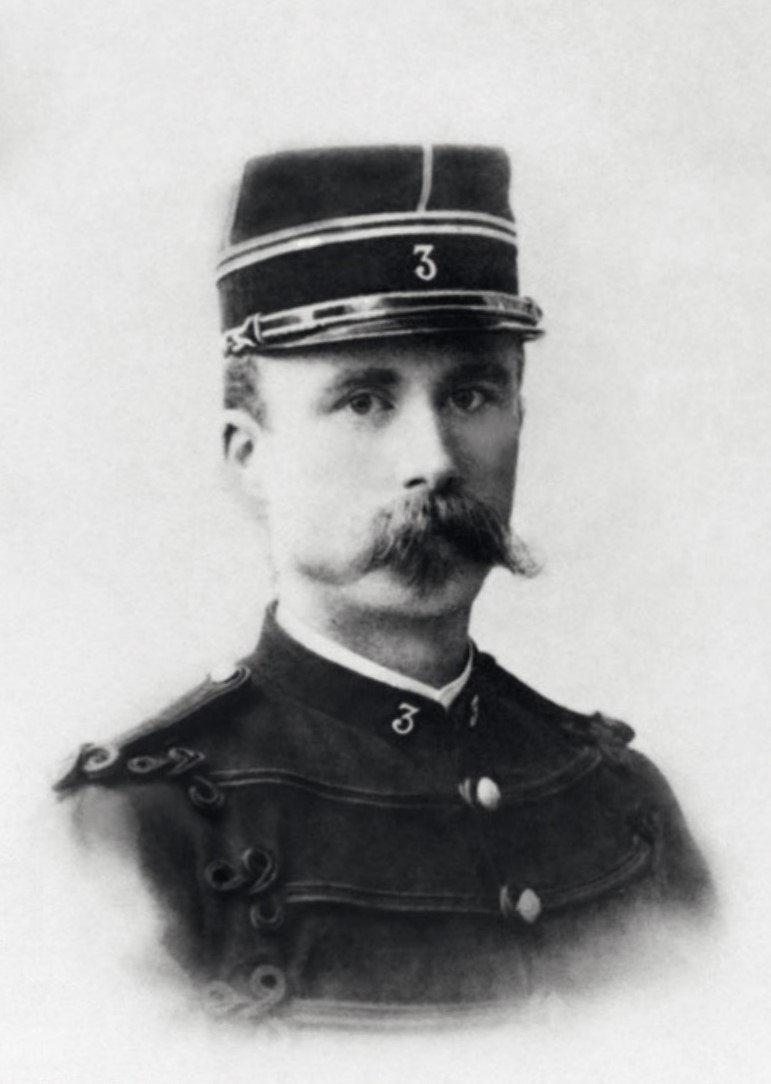
Pétain als junger Sous lieutenant der Chasseurs à pied (Foto ca. 1880)

Am 25. Oktober 1876 trat Pétain als 403. von 412 Kadetten in die nationale Militärschule Saint-Cyr ein. Die zweijährige Offiziersausbildung schloss er als 229. von 336 Absolventen seines Jahrgangs (N°61 de Plewna) erfolgreich ab.
Nach der Militärschule ging Pétain zur Infanterie und diente im Rang eines Sous lieutenant dem 24e bataillon der Chasseurs à pied in Villefranche-sur-Mer (1878–1883), anschließend fünf Jahre lang als Lieutenant dem 3e bataillon in Besançon. Pétain galt als distinguiert, kühl und intelligent. Von 1888 bis 1890 absolvierte er die Ausbildung zum Generalstabsoffizier an der Pariser École supérieure de guerre, die er als Capitaine beendete (14e promotion). In der Folge trat Pétain seine ersten Stabsstellen beim XV. Armeekorps in Marseille (1890–1892) und dem 29e bataillon der Chasseurs in Vincennes (1892/93) an, ehe er 1893 in den Stab des Pariser Militärgouverneurs Général Félix Gustave Saussier berufen wurde. Unter dessen Nachfolgern Émile Auguste Zurlinden und Henri Joseph Brugère war Pétain Ordonnanzoffizier. Im Verlauf seiner Offizierskarriere zeigte Pétain wenig Interesse an einer Verwendung innerhalb des wachsenden Kolonialreichs und wurde, für damalige Verhältnisse unüblich, ausschließlich an Standorten im Mutterland eingesetzt. Um seine Karriere nicht zu gefährden, behandelte Pétain seine politischen Ansichten äußerst diskret, und in Bezug auf die Dreyfus-Affäre ist seine Haltung nicht bekannt.
Pétain erlebte einen verhältnismäßig langsamen militärischen Aufstieg und verblieb 22 Dienstjahre in der Gruppe der Subalternoffiziere. Erst 1900 erhielt er die Stellung eines Bataillonschefs in Amiens (8e bataillon der Chasseurs à pied) unter gleichzeitiger Ernennung zum Instrukteur an der École normale de tir in Châlons-sur-Marne. Dort machte Pétain aufgrund der unkonventionellen Ablehnung einer reinen Offensivstrategie auf sich aufmerksam und stand mit dieser alternativen Haltung im Gegensatz zur Offensive à outrance, der taktischen Doktrin der Armeeführung. Für die führenden Militärtheoretiker, Ferdinand Foch und Louis Loyzeau de Grandmaison, war eine defensive Grundhaltung die Hauptursache der französischen Niederlage von 1871. Um den objektiven deutschen Vorteil der höheren Bevölkerungszahl auszugleichen, sollte die Armee in einem offensiven Geist, ohne Rücksicht auf gegnerische Absichten, ausgebildet werden. Nur auf diese Weise könne man Elsaß-Lothringen für Frankreich zurückgewinnen. Beeindruckt von der enormen Feuerkraft der modernen Maschinengewehre, zeigte sich Pétain skeptisch und hielt die strategische Offensive für nicht mehr vertretbar. Er glaubte nicht an die Durchschlagskraft fanatischer, frontal geführter Sturmangriffe. Dies müsse unweigerlich zu einem Massaker führen. Vielmehr verlangte Pétain eine hohe Feuergeschwindigkeit und Schussgenauigkeit, während die gesteigerte Waffenwirkung eine sichere Deckung der Truppen notwendig mache („Wenn nötig, lasst euch töten. Aber mir wäre lieber, ihr tut eure Pflicht und bleibt am Leben“). Seine gegensätzlichen Ansichten, die er unter dem Schlagwort «Le feu tue» (Feuerkraft tötet) zusammenfasste, behinderten Pétains militärischen Aufstieg. Nach nur sechs Monaten wurde er als Instrukteur wieder abgelöst und zum 5e régiment d’infanterie versetzt.
Trotz der kritischen Betrachtung seiner taktischen Ideen wirkte Pétain zwischen 1901 und 1903 sowie 1904 und 1907 an der École supérieure de guerre. Zunächst als Hilfsprofessor für Infanterie-Taktik, dann besetzte er den Lehrstuhl für Infanterie. Neben seinem Lehrauftrag verfasste er Memoranden zur Verbesserung des Zusammenspiels zwischen Infanterie und Artillerie, einem Bereich, der durch den französischen Generalstab vernachlässigt worden war. Mit seiner unverhohlenen Geringschätzung für die Offensive à outrance blieb Pétain innerhalb des Offizierskorps ein Außenseiter und fand auch bei seinen Vorgesetzten keine Unterstützung. Nachdem Foch die Leitung der Kriegshochschule übernommen hatte, löste er Pétain als Dozent ab und veranlasste seine vorübergehende Versetzung als Lieutenant-Colonel zum 118e régiment d’infanterie im entlegenen Quimper. Zwischen 1908 und 1911 kehrte Pétain letztmals als Taktik-Professor an die École supérieure de guerre zurück.
Nach seiner Lehrtätigkeit wechselte Pétain am 26. Juni 1911 wieder in die Truppenführung und übernahm im Rang eines Colonel das 33e régiment d’infanterie in Arras. Dort gehörte der junge Charles de Gaulle ab 1912 dem Regimentsstab an. Als man Pétain am 20. März 1914 den Befehl über die 4e brigade d’infanterie in Saint-Omer übertrug, verwehrte ihm das Kriegsministerium die damit verbundene Beförderung zum Général de brigade. Daraufhin begann Pétain, der in seinen 36 Dienstjahren an keinem Kampfgeschehen aktiv teilgenommen hatte, nach einer unauffällig verlaufenen Karriere mit den Vorbereitungen auf seinen Ruhestand.

## Erster Weltkrieg

### Schneller Aufstieg

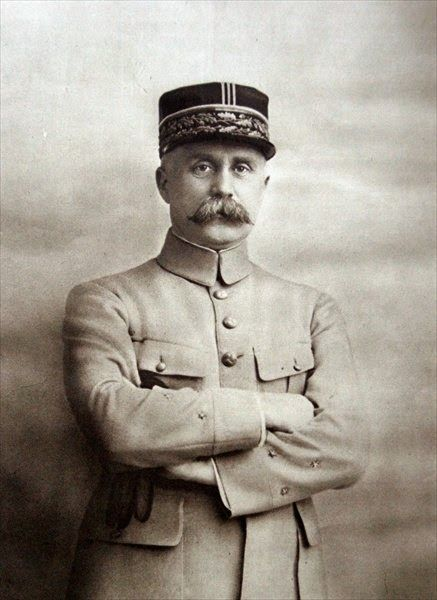
Pétain als Général de division (1914)

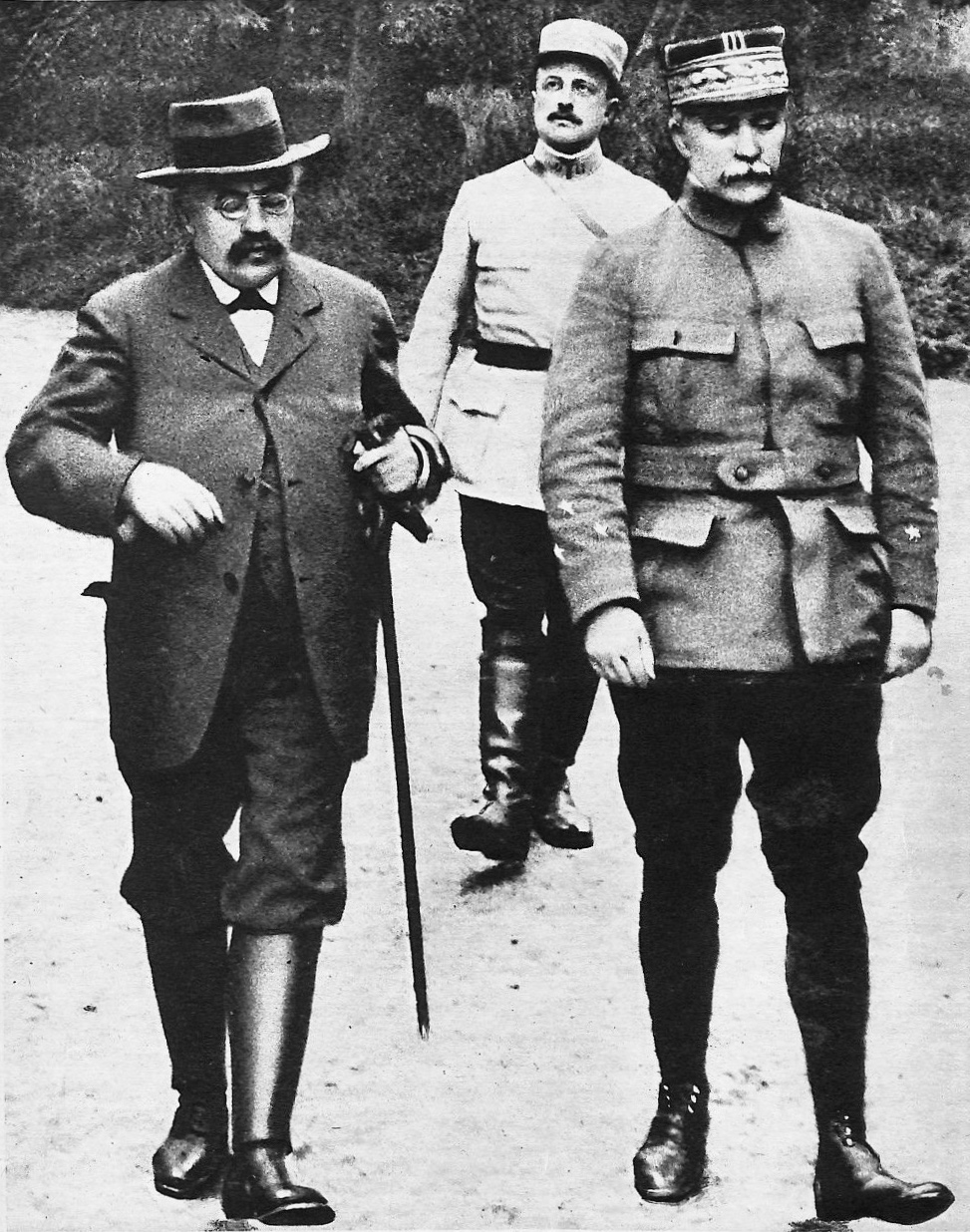
Kriegsminister Alexandre Millerand (links) mit Pétain (1915)

Mit Umsetzung der Generalmobilmachung am 2. August 1914 wurde Pétains Infanteriebrigade der 5e armée unter Général Charles Lanrezac zugeordnet (siehe Hauptartikel). Gemäß dem Plan XVII ging die französische Armee in die Offensive und lieferte sich mit dem Deutschen Heer verlustreiche Grenzgefechte. Seinen ersten Kampfeinsatz erlebte Pétain am 14. August in der Nähe der belgischen Stadt Dinant. In der Schlacht an der Sambre (21. bis 23. August) deckte Pétains Brigade erfolgreich den taktischen Rückzug der 5e armée und auch während der sich anschließenden Schlacht bei St. Quentin (28. bis 30. August) erwies er sich als fähiger Kommandeur. Das Grand Quartier Général (französisches Oberkommando) enthob in den ersten Kriegswochen hunderte Offiziere von ihren Posten, und der späte militärische Aufstieg des 58-jährigen Pétain nahm mit der Beförderung zum Général de brigade seinen Anfang. Während des deutschen Vormarschs auf Paris erhielt Pétain am 2. September den Befehl über die 6e division d’infanterie, mit der er an der kriegsentscheidenden Schlacht an der Marne teilnahm. Dort stand sie zwischen dem Aisne-Marne-Kanal und dem Fort de Brimont auf einem Nebenschauplatz in heftigen Abwehrgefechten. Durch sein entschlossenes Handeln empfahl sich Pétain für höhere Aufgaben und erhielt in Anerkennung seiner Leistungen, neben der Beförderung zum Général de division, am 14. September das Offizierskreuz der Ehrenlegion.
Unter gleichzeitiger Beförderung zum Général de corps d’armée betraute man Pétain am 20. Oktober 1914 mit dem Befehl über das XXXIII. Armeekorps. Dieses gehörte der neu gebildeten 10e armée unter Louis Ernest de Maud’huy an und stand im Raum Arras (Flandern). Nach dem „Wunder an der Marne“ und dem Wettlauf zum Meer erstarrte die Westfront im Herbst 1914 im Stellungskrieg. Als einer der wenigen höheren französischen Kommandeure sorgte sich Pétain um das Wohlergehen der Frontsoldaten und bemühte sich während der beginnenden Grabenkämpfe um die Verbesserung ihrer Alltagsbedingungen. Wenngleich er Disziplinlosigkeiten hart bestrafte, brachte ihm seine Haltung den Ruf als „menschlicher General“ ein. Im Winter bildete er die ihm unterstellten Einheiten für die bevorstehenden Offensiven des Jahres 1915 aus. Während der ergebnislosen Lorettoschlacht (9. Mai bis 19. Juni 1915) durchbrachen Pétains Verbände die deutsche Verteidigung am Höhenzug von Vimy, wohingegen die geplante Eroberung der Ortschaft Carency misslang und die Angriffsoperation wegen fehlender Reserven eingestellt werden musste.
Durch seine, wenn auch begrenzten, Erfolge in der Lorettoschlacht rückte Pétain in das Blickfeld des Oberbefehlshabers Joseph Joffre, der ihn am 21. Juni 1915 an die Spitze der 2e armée berief und zum Général d’armée beförderte. Pétain sollte eine französische Offensive in der Champagne vorbereiten und seine Verbände wurden um Kolonialtruppen erweitert. Die vergeblichen Angriffsversuche der Franzosen in der Herbstschlacht in der Champagne (September bis November 1915) zeigten auf, dass Pétain mit seinen Theorien recht behalten hatte, die er als Instrukteur an der Militärakademie aufgestellt hatte. Die Verteidiger waren strategisch im Vorteil, und Großangriffe der Infanterie gegen stark ausgebaute, von Maschinengewehren verteidigte Stellungen und Artilleriebeschuss bis dato unbekannten Ausmaßes führten zu ergebnislosen Materialschlachten. Die Westfront verharrte im Stellungskrieg. Als Konsequenz lehnte Pétain die Durchführung weiterer Offensiven ab und empfahl in einem Memorandum eine defensivere Kriegsführung („die Artillerie erobert, die Infanterie besetzt“). Demnach müsse die Entente zunächst eine Überlegenheit der Waffen herstellen, um dann zu örtlich begrenzten Offensiven überzugehen.

### Schlacht um Verdun

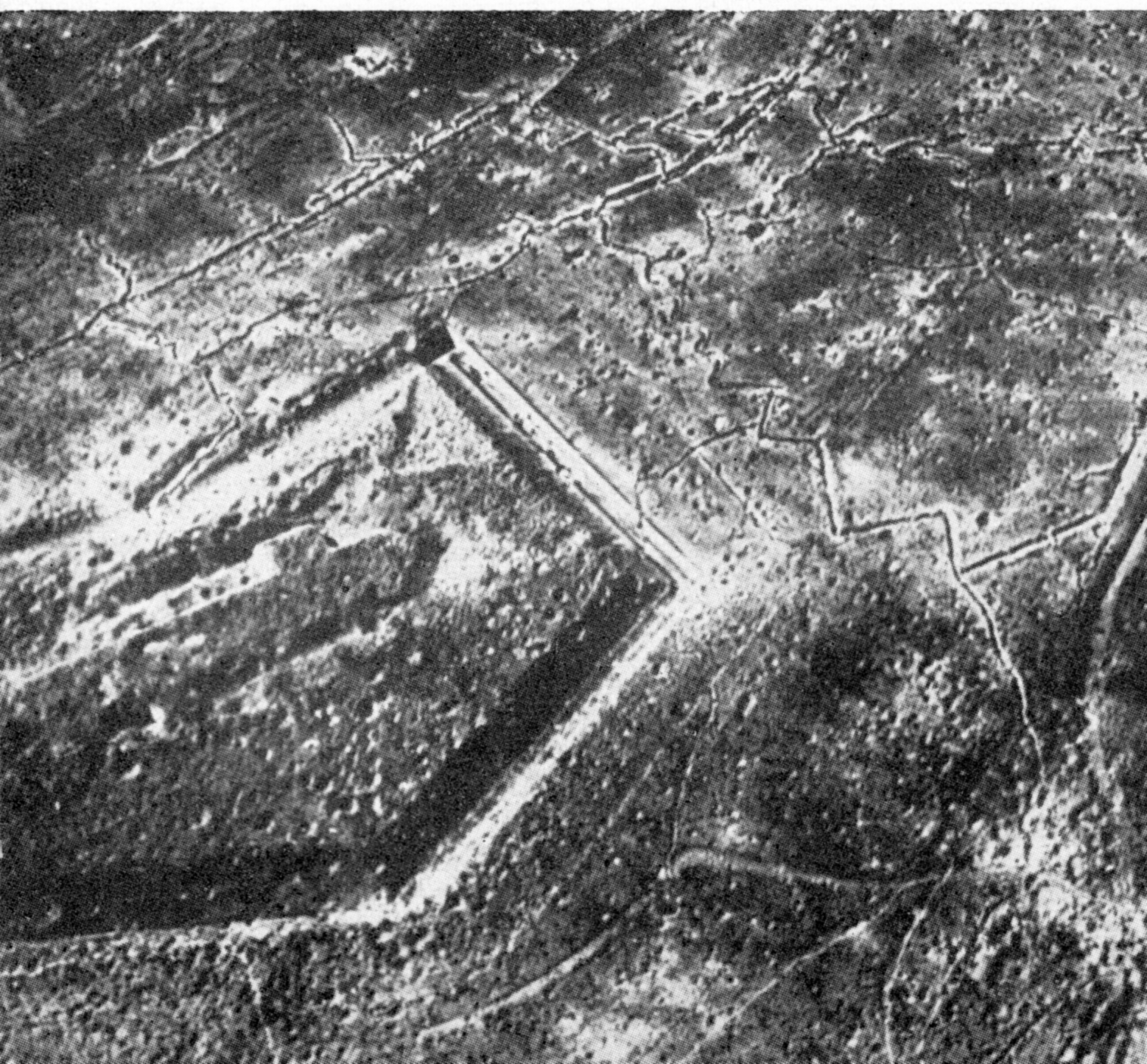
Luftaufnahme des Forts Douaumont (etwa Mai 1916)

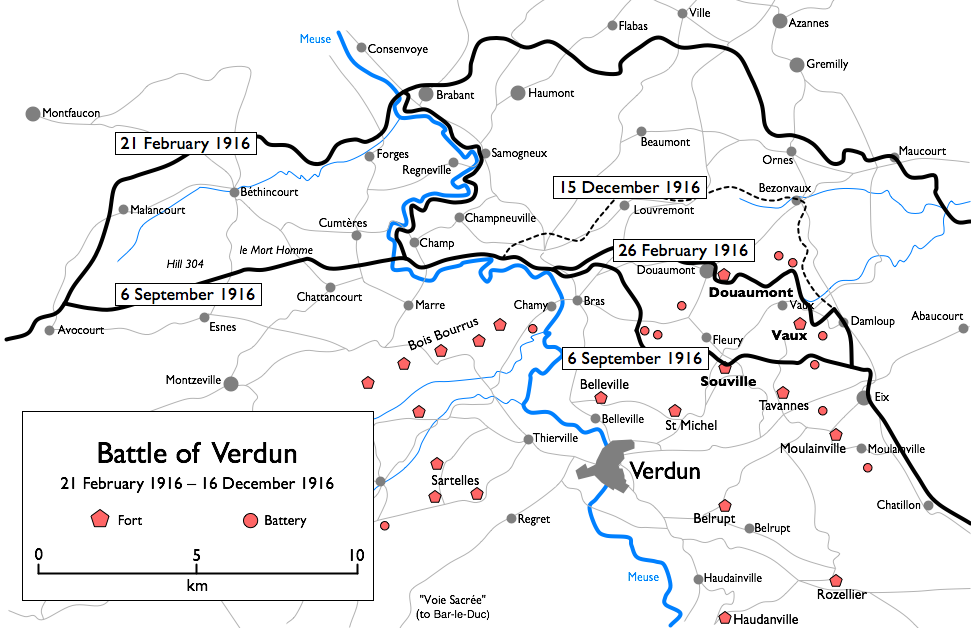
Frontverlauf um Verdun (1916)

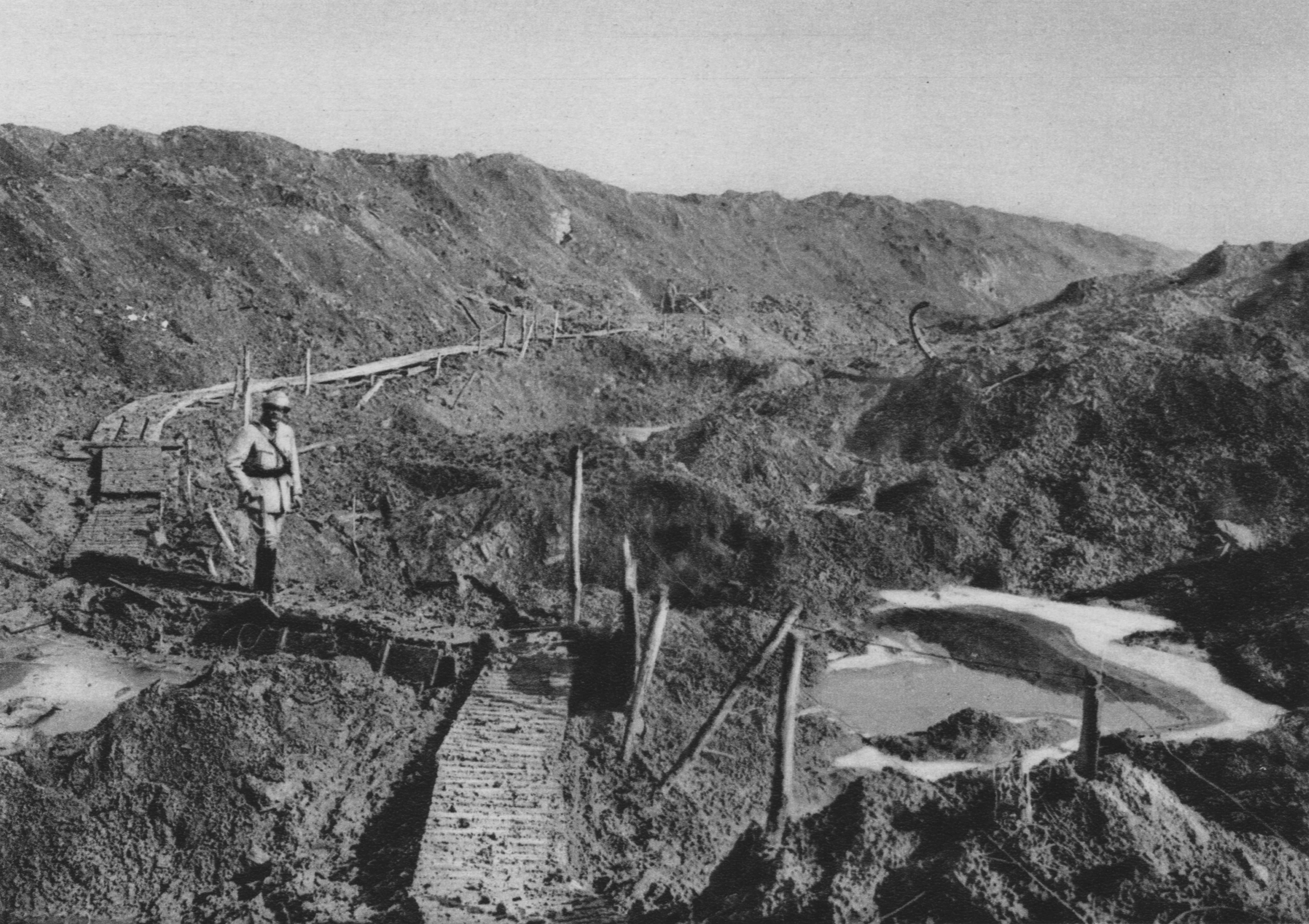
Die Fotografie zeigt einen Explosionskrater auf dem Schlachtfeld des Forts Douaumont

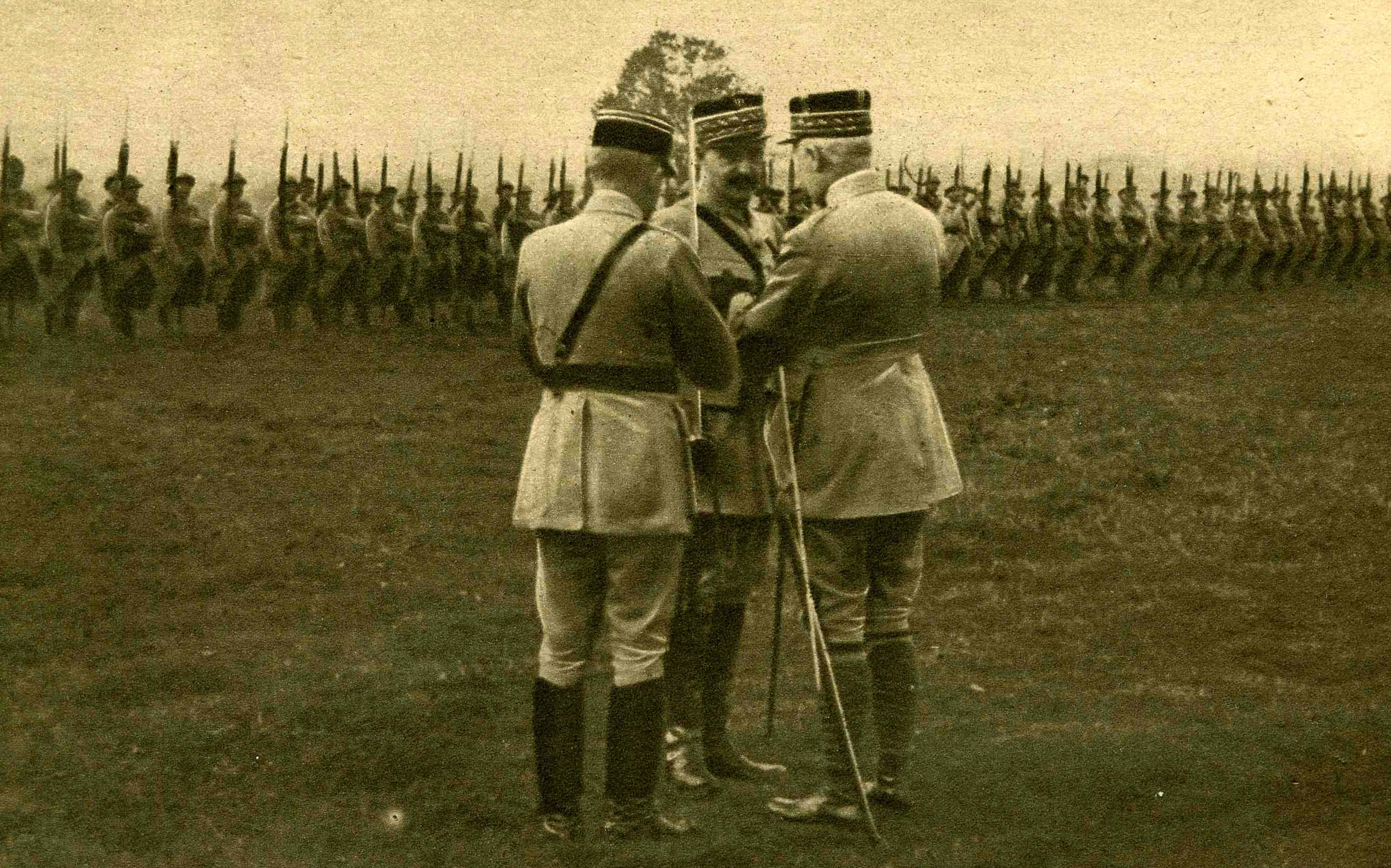
Pétain (rechts) zeichnet einen Offizier aus

Zu Beginn des Jahres 1916 ging die deutsche Oberste Heeresleitung unter Erich von Falkenhayn zu einer „Ermattungsstrategie“ über. Die französische Armee sollte in einer Materialschlacht regelrecht „ausbluten“ und die Kriegsentscheidung im Westen durch „Ermatten“ des Gegners erzwungen werden. Schauplatz der Großoffensive war der Frontbogen um die Festung Verdun, und am 21. Februar 1916 begann mit einem massiven Angriff der deutschen 5. Armee die Schlacht um Verdun. Nach dem handstreichartigen Fall des strategisch wichtigen Forts Douaumont am 25. Februar drohte schon nach wenigen Tagen der Frontdurchbruch, und das französische Oberkommando verfiel in Panik. Auf Vorschlag von Stabschef Noël de Castelnau ernannte man Général Pétain eilig zum neuen Befehlshaber aller in diesem Abschnitt stationierten Truppen und begann mit der Verlegung der 2e armée in den bedrohten Frontabschnitt. Pétain selbst weilte auf Fronturlaub und befand sich mit seiner späteren Ehefrau in einem Pariser Hotel, weshalb er zunächst durch seinen Adjutanten ausfindig gemacht werden musste. Trotz einer akuten Bronchitis trat er am folgenden 26. Februar in seinem neuen Hauptquartier, dem Rathaus der Gemeinde Souilly, seinen Posten an. Angesichts der kritischen Lage befahl er „Halten um jeden Preis“ und forderte weitere Verstärkung an. Pétain legte mit seiner „Widerstandslinie“ eine Verteidigungsstellung links und rechts der Maas fest, die unter keinen Umständen von den Deutschen überwunden werden dürfe. Das eigentliche Schlachtfeld teilte Pétain in Sektoren ein, die er durch ein Kommunikationsnetz miteinander verbinden ließ. In der klaren Überzeugung, dass es sich bei der Beschränkung des deutschen Angriffs auf das rechte Maas-Ufer um einen schweren taktischen Fehler gehandelt hatte, ließ er den inneren Verteidigungsring zu einer Sperrfeuerstellung ausbauen. Die günstig positionierten Geschützbatterien sollten jederzeit in der Lage sein, feindliche Sturmangriffe zum Erliegen zu bringen. Durch diese ersten dringlichen und entscheidenden Maßnahmen stabilisierte sich die französische Verteidigung.
Zwei Wochen nach dem deutschen Angriff stand Pétain vor einem logistischen Problem. Die einzig sichere Zufahrtsstraße zu dem räumlich eng begrenzten Schlachtfeld war durch die wachsende Zahl an Soldaten und Kriegsgerät blockiert, und er musste umfangreiche Maßnahmen zur effektiveren Organisation des Nachschubs ergreifen. Um die Versorgung und Ablösung der Fronttruppen sicherzustellen, setzte Pétain auf eine unablässige Rotation, die er als Noria bezeichnete. Pétain ließ 3.500 Lastwagen ununterbrochen über die 55 Kilometer lange Versorgungsstrecke von Bar-le-Duc an die Front fahren, und erstmals in der Geschichte des Krieges ersetzten Motorfahrzeuge vollständig das Armeepferd. Der endlose Nachschubstrom über diese Voie Sacrée sorgte dafür, dass die französische Armee den deutschen Angreifern in Bezug auf Kriegsgerät, schwere Geschütze und Truppenstärke allmählich ebenbürtig wurde. Die aus dem ganzen Land hinzugezogene Verstärkung führte im März 1916 zu einer Verdoppelung der französischen Kräfte auf 400.000 Soldaten. Ausschlaggebend für die Stabilisierung der Front war Pétains rotierender Personaleinsatz. Hatten kämpfende Einheiten ein Drittel ihrer Kampfstärke verloren, verlegte er sie nach einem kurzen Fronteinsatz in Reservestellungen und ruhige Abschnitte, was dazu führte, dass insgesamt 259 der 330 französischen Infanterieregimenter in der Schlacht eingesetzt wurden. Die kurzen Kampfzeiten vor Verdun verringerten spürbar die Erschöpfung und Ausfallraten der Soldaten, stärkten die Moral und den Widerstandsgeist. Anfang März weiteten die Deutschen ihre Angriffsbemühungen auch auf das linke Ufer der Maas aus und die Schlacht wurde mit unverminderter Härte fortgeführt („Hölle von Verdun“, „Blutpumpe Verdun“). Die verlustreichen Kämpfe konzentrierten sich neben den Forts Vaux und Souville nun auf die Höhenzüge „304“ und „Le Mort Homme“, die Pétain erbittert verteidigen ließ. Nach dem Krieg schrieb er in seinem Buch La Bataille de Verdun über den deutschen Angriff vom 6. März:

„Nach einem Artilleriebeschuss vergleichbar dem vom 21. Februar, dachte die deutsche Infanterie sie könnte durch die Granaten leicht in die Todeszone vordringen. Aber wir haben sie mit heftigem und präzisem Beschuss gestoppt. Der Schutzwall hielt stand.“

Am 10. März traf Joseph Joffre zu einer Lagebesprechung in Souilly ein, und Pétain berichtete später über „permanente Spannungen“ mit dem Oberbefehlshaber. Für Joffre hatte die geplante Offensive an der Somme klaren Vorrang, auch wenn Verdun gehalten werden müsse. Pétain dagegen forderte weiter Soldaten und Gerät an, um dem permanenten Druck standzuhalten. Bei einem weiteren Frontbesuch in Begleitung des Staatspräsidenten Raymond Poincaré und des serbischen Prinzregenten Alexander am 24. März warf er Pétain weiter vor, zu viele Truppen abzuziehen und immer mehr Männer anzufordern. Dies schade seinem eigenen Vorhaben an der Somme und den Vereinbarungen mit den Briten für diesen gemeinsamen Angriff. Joffre konnte Pétains Pessimismus und unablässige Forderung nach Verstärkung kaum mehr ertragen. Wollte er seine geplante Offensive nicht gefährden, musste Joffre das Noria-System des stetigen und schnellen Austauschs der Soldaten ändern, da es immer mehr Truppen an der Verdunfront band. Pétain hingegen verteidigte sein zentrales strategisches Ziel, die Rückeroberung des Forts Douaumont, um eine neue Flanke gegen die Deutschen eröffnen zu können. Allerdings stand er nach wie vor gegen die Offensive à outrance und vermied dabei verlustreiche, aussichtslose Angriffsoperationen und musste unentwegt zu Gegenangriffen aufgefordert werden. Durch seine Zuversicht und unerschütterliche Standhaftigkeit, mit der Pétain seine Truppen immer wieder antrieb, erlangte er nationale Bekanntheit. Die Zeitung L'Illustration widmete dem Helden von Verdun in der Ausgabe vom 11. März einen ganzen Abschnitt, und auch die deutsche Presse berichtete über ihn. Seine berühmten Tagesbefehle (« Courage!… On les aura! » „Nur Mut! … Wir kriegen sie noch!“ und « Ils ne passeront pas! » „Sie werden nicht durchkommen!“) trugen erheblich zu seiner Aura als Retter Frankreichs bei. Die erfolgreiche Abwehr der deutschen Versuche, die Höhenzüge zu erobern, nahm Pétain am 10. April zum Anlass, eine an die Soldaten gerichtete Erklärung zu verfassen, in der er sie zu noch größeren Anstrengungen aufrief. Die französische Kriegspropaganda griff die Worte auf und machte sie zu den berühmtesten des Ersten Weltkriegs:

„Der 9. April ist ein ruhmreicher Tag für unsere Streitkräfte. Die erbitterten Angriffe der Soldaten des Kronprinzen sind überall gescheitert: Infanteristen, Kanoniere, Pioniere und Piloten der 2. Armee haben einander an Heldentum übertroffen. Meine Hochachtung an alle. Die Deutschen werden gewiss weiter angreifen. Möge ein jeder ebenso viel Einsatz zeigen wie bisher.
Nur Mut! … Wir werden sie besiegen!“

Pétains Prestige und seine Abwehrerfolge machten ihn für Joffre zu einem potentiellen Rivalen. Der Oberbefehlshaber hoffte, der zu ständigem Pessimismus neigende Pétain werde die allgemeine Lage besser überblicken, wenn er ihm mehr Abstand verschaffe und eine breitere Front unterstelle. Um die französische Öffentlichkeit nicht zu verärgern, ernannte er Pétain am 1. Mai 1916 gegen dessen ausdrücklichen Wunsch zum Befehlshaber der übergeordneten Groupe d`armées du Centre und versetzte ihn nach Bar-le-Duc. Damit unterstanden seinem Befehlsbereich neben der indirekten Verteidigung Verduns zusätzlich die Frontabschnitte der 3e, 4e und die 5e armée. Neuer Kommandant in Verdun wurde Général Robert Nivelle, der nach dem Geschmack Joffres ein eindeutiger Verfechter des Vorkriegssystems der offensive à outrance war. Nivelle strebte den unmittelbaren Übergang zu einer aggressiveren Taktik an und setzte seine Divisionen wesentlich länger an der Front ein. Die Schlacht ging mit unverminderter Härte weiter, und die Franzosen mussten Fort Vaux am 7. Juni räumen. Durch britische Entlastungsangriffe an der Somme, die russische Brussilow-Offensive sowie einen Wechsel in der Obersten Heeresleitung gelang es Nivelle, erfolgreiche Gegenoffensiven einzuleiten. Diese führten am 24. Oktober zur Rückeroberung Douaumonts und wurden nach einem taktischen Sieg am 20. Dezember 1916 eingestellt.
Als der politisch gut vernetzte Nivelle im Dezember 1916 zum neuen Oberbefehlshaber der französischen Armee ernannt wurde, erfuhr der kaltgestellte Pétain eine unerwartete Zurückstufung.

### Französischer Oberbefehlshaber

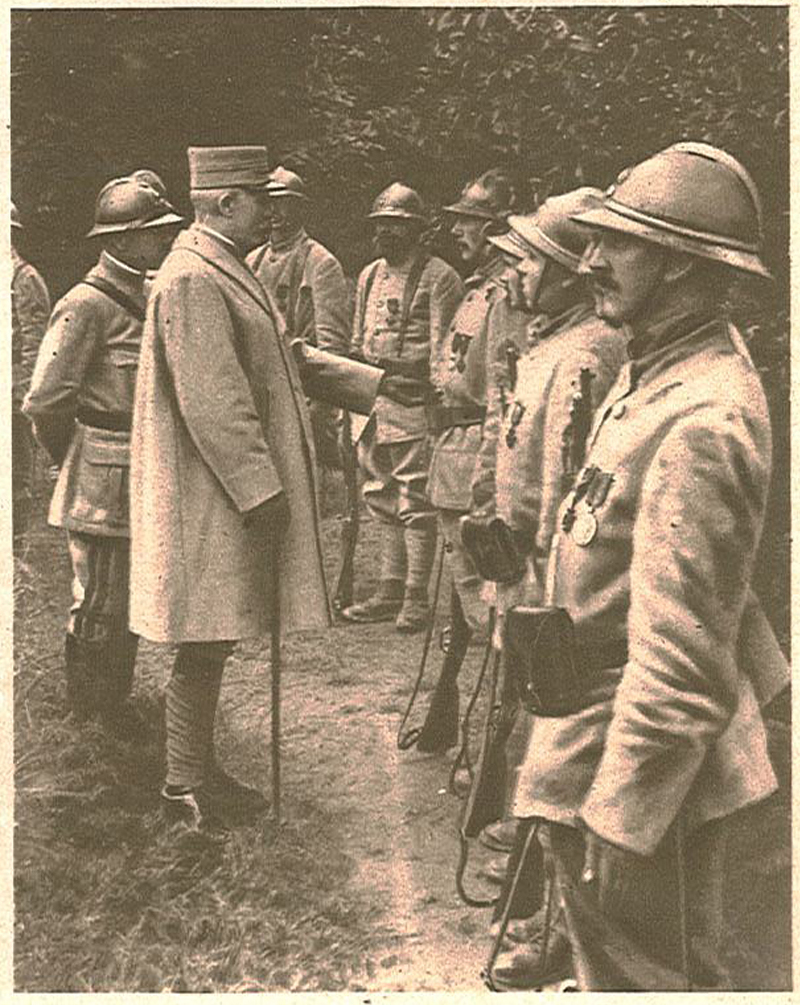
Frontbesuch Pétains (14. Oktober 1917)

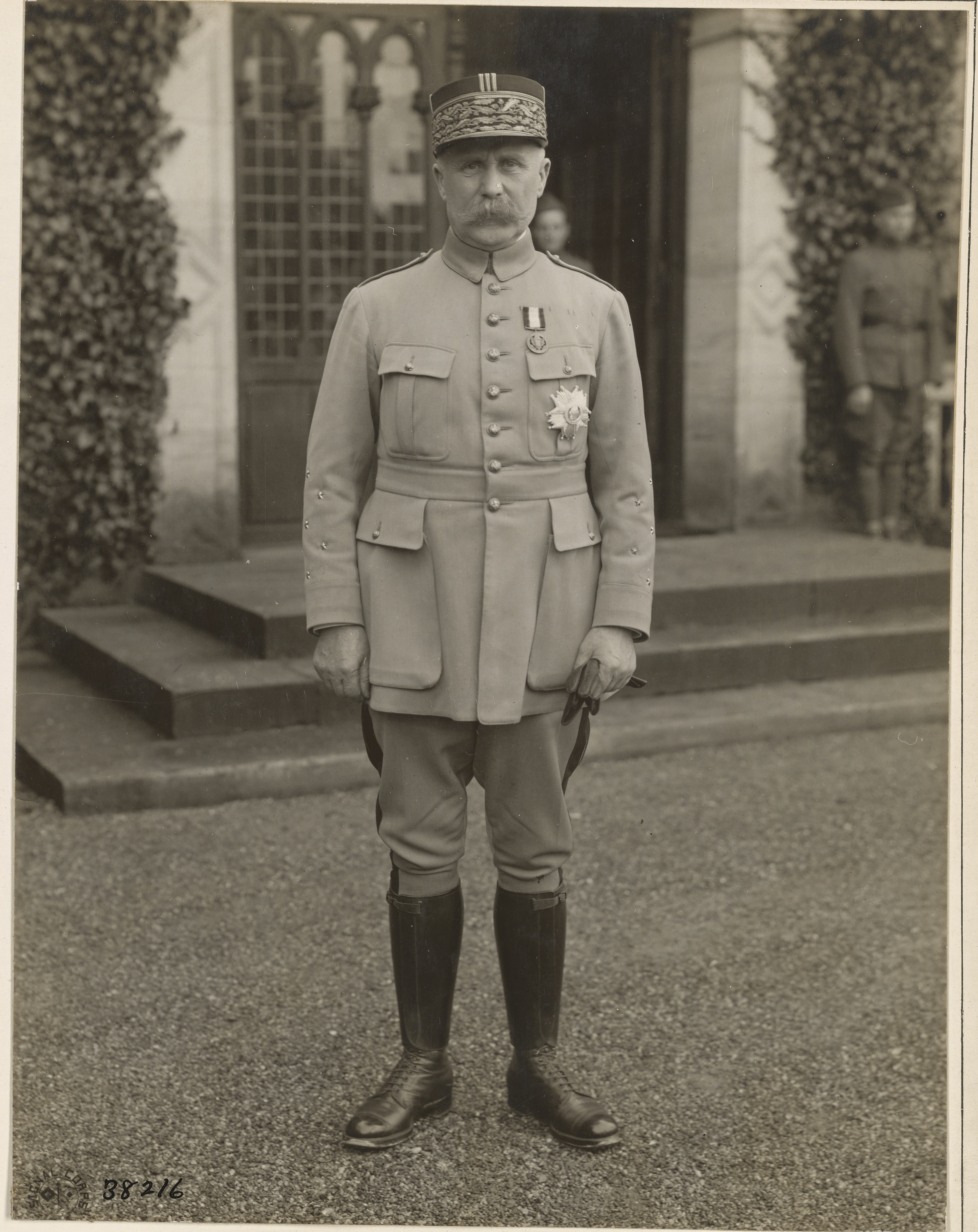
Pétain im Jahr 1918

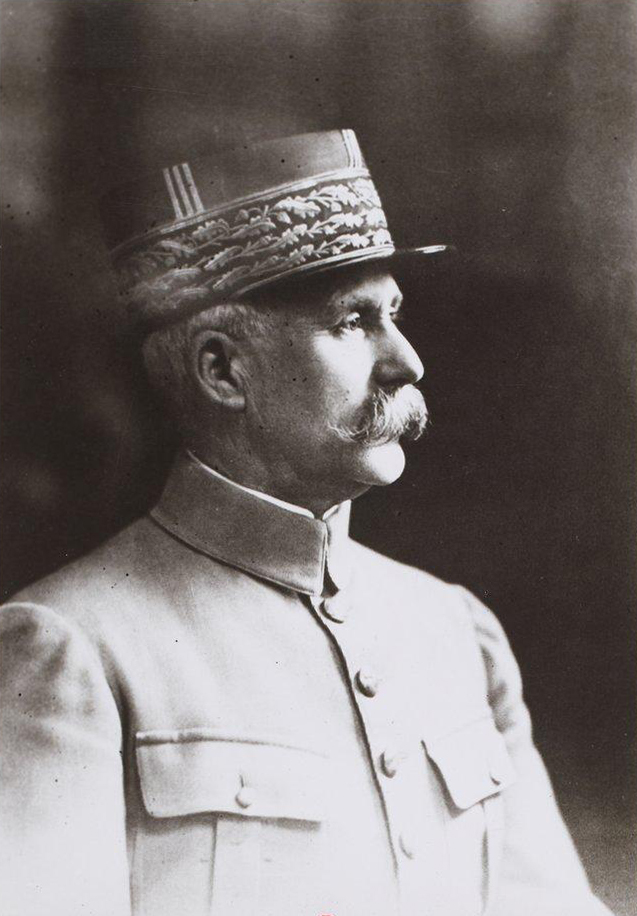
Pétain als Marschall von Frankreich

Mit der am 16. April 1917 beginnenden Frühjahrsoffensive an der Aisne unternahm der neue Oberbefehlshaber Robert Nivelle einen wiederholten, vergeblichen Versuch den starren Stellungskrieg aufzubrechen. Die unzureichend vorbereitete Offensive brach unter deutschem Abwehrfeuer am Höhenzug Chemin des Dames zusammen. Als Reaktion auf die enormen Verluste und das erneute Scheitern verweigerten große Teile der demoralisierten Nordarmeen den Befehl und meuterten gegen den „Blutsäufer“ Nivelle. Der Chanson de Craonne wurde zur Hymne der Soldaten. Die weit ausgreifenden Gehorsamsverweigerungen erfassten 68 der 112 französischen Divisionen, wodurch dem gesamten Frontabschnitt im Mai 1917 der Zusammenbruch drohte (Meutereien in der französischen Armee). Angesichts des bedrohlichen Ausmaßes der militärischen Krise forderte Kriegsminister Paul Painlevé die Einstellung der Offensive und sprach sich im Kabinett für einen Wechsel in der Armeeführung aus. Die Regierung folgte dem Vorschlag. Sie entließ Nivelle und ernannte Philippe Pétain, der bereits im Vorfeld Kritik an den Planungen seines Vorgängers geäußert hatte, am 15. Mai 1917 zum neuen Oberbefehlshaber des Heeres. Als Befehlsstelle unterstand ihm das im Schloss Compiègne untergebrachte Grand Quartier Général (G.Q.G.), das von Pétain diverse Umstrukturierungen erfuhr. Besonderes Augenmerk legte er auf die Schaffung eigener Stabsstellen (Bureaux) für die Luftfahrt, Telegrafie, Kryptographie und die Verbindung zu den zivilen Behörden.
Unter dem Eindruck der russischen Februarrevolution sahen zahlreiche Regierungsmitglieder die Meutereien als Folge einer bolschewistischen Unterwanderung. Pétain hingegen erkannte nach zahlreichen Frontbesuchen und persönlichen Gesprächen mit den Soldaten (Poilu), dass es ihnen nicht um politische Forderungen ging, sondern um Veränderungen sowohl im Dienstverhältnis als auch der Würdigung ihrer Alltagssituation. Weniger durch drakonische Disziplinarmaßnahmen – von den 554 durch Militärgerichte ausgesprochenen Todesurteilen ließ Pétain lediglich 49 vollstrecken  – als vielmehr durch eine Verbesserung der Nachschuborganisation, Unterbringung in Regenerationslagern, Reform der Fronturlaube sowie die Einführung des Rotationsprinzips gelang es Pétain, die Kampfbereitschaft und den Gehorsam der Truppen bis zum Juli 1917 wiederherzustellen. Der bei den Soldaten populäre Pétain und „Apostel der Defensive“ vollzog umgehend einen grundlegenden Wechsel in der französischen Kriegstaktik. Gemäß seiner Maxime „Feuerkraft tötet“ (« Le feu tue ») beschränkte er sich in den nächsten Monaten auf eine defensive, abwartende Kriegsführung und befahl lediglich begrenzte Angriffsoperationen, die durch massives Artilleriefeuer unterstützt wurden (Schlacht bei Malmaison). Er verlangte die verstärkte Bereitstellung der neuen Panzerwaffe („Ich warte auf die Amerikaner und die Panzer“) und in der Directive No. 4 vom 22. Dezember 1917 legte er seine Ansichten über die kommenden Entwicklungen dar:

„Die Entente kann die Überlegenheit der Streitkräfte wiedererringen, wenn die amerikanische Armee fähig ist, eine bestimmte Zahl großer Einheiten heranzuführen. Bis dahin müssen wir uns auch auf die Gefahr einer nicht wiedergutzumachenden Abnutzung hin abwartend verhalten, wir dürfen dabei aber die Idee nicht aufgeben, die Offensive, die allein den Endsieg bringen kann, so bald wie möglich zu beginnen.“

Zunächst suchte das Deutsche Reich mit der Frühjahrsoffensive die Kriegsentscheidung und setzte die Entente unter Druck. Das Unternehmen Michael setzte am 21. März 1918 an der Nahtstelle der französischen Armee zur British Expeditionary Force (BEF) an und hatte das Ziel, dieses nach Norden abzudrängen. In dieser kritischen Lage hielt Pétain den Großteil der Reserve für den möglichen deutschen Vorstoß auf Paris zurück und verlegte nur wenige Divisionen an den Frontabschnitt der schwer bedrängten britischen 5. Armee. Aufgrund der militärischen Krise erkannten die Entente-Mächte auf einer Sitzung des Alliierten Obersten Kriegsrats (Konferenz von Doullens) am 26. März die Notwendigkeit einer einheitlichen, koordinierten Kriegsführung und beschlossen die Bildung eines gemeinsamen Oberbefehls. Während der Konferenz beschuldigte Pétain die Briten, sie würden eigensinnig nur ihre eigenen Kriegsziele verfolgen, und empfahl vorschnell eine Räumung der Hauptstadt. Gegenüber Premierminister Georges Clemenceau befürchtete Pétain, der britische Oberbefehlshaber Douglas Haig „sei ein Mann, der innerhalb der nächsten vierzehn Tage im offenen Feld werde kapitulieren müssen“, wohingegen Ferdinand Foch zu fanatischem Widerstand aufrief. Hinsichtlich der Vorbehalte Pétains gegenüber den Briten und seines offen gezeigten Pessimismus wurde er nicht für den Posten des gemeinsamen Oberkommandeurs vorgeschlagen. Man einigte sich schließlich auf Foch, der als Generalissimus den Oberbefehl aller Truppen an der Westfront erhielt und fortan für die gemeinsame Kriegsführung verantwortlich war. Foch warf die französischen Reserven an die Front und konnte den deutschen Vormarsch aufhalten, der allerdings im Mai/Juni 1918 erneut aufgenommen wurde. Die Deutschen eroberten Soissons und stießen bis zur Marne vor (Schlacht an der Aisne). Dieser kritischen Situation begegnete Pétain durch die Errichtung einer gestaffelten Verteidigung in der Tiefe unter der vorübergehenden Preisgabe französischen Territoriums. Trotz der Vorbehalte innerhalb der Generalität bewährte sich Pétains Verteidigungsstrategie, und der deutsche Vormarsch konnte im Juli bei Reims aufgehalten werden. Für seine Erfolge wurde Pétain mit der Militärmedaille geehrt. Gegenüber Foch plädierte Pétain für die Miteinbeziehung des US-Expeditionskorps, und die erhöhte Präsenz der ständig wachsenden Zahl amerikanischer Truppen verstärkte die Linien und verbesserte die Moral der kämpfenden französischen Verbände. In der Zweiten Marneschlacht setzte Foch am 18. Juli zu einem schnellen Gegenstoß an, und nach der Schlacht bei Amiens erlangte die Entente endgültig die strategische Oberhand. Anschließend befahl Foch das koordinierte Vorgehen aller Streitkräfte und erzwang mit der Hunderttageoffensive (August bis November 1918) den deutschen Rückzug hinter die Siegfriedstellung.
Um dem bevorstehenden Zusammenbruch zu entgehen, richtete das Deutsche Reich ein Waffenstillstandsgesuch an die Entente, der am 11. November in Compiègne unterzeichnet wurde. Durch den Waffenstillstand wurden die Planungen Pétains und seines Stabschefs Edmond Buat für eine französisch-amerikanische Offensive in Lothringen hinfällig. Diese hätte einen Vorstoß mit 25 Divisionen aus dem Raum Verdun auf deutsches Territorium zum Ziel gehabt und sollte das Reich zur Kapitulation zwingen.
Am 19. November 1918 zog Pétain an der Spitze der 10e armée in das von den Deutschen geräumte Metz ein.

### Marschall von Frankreich

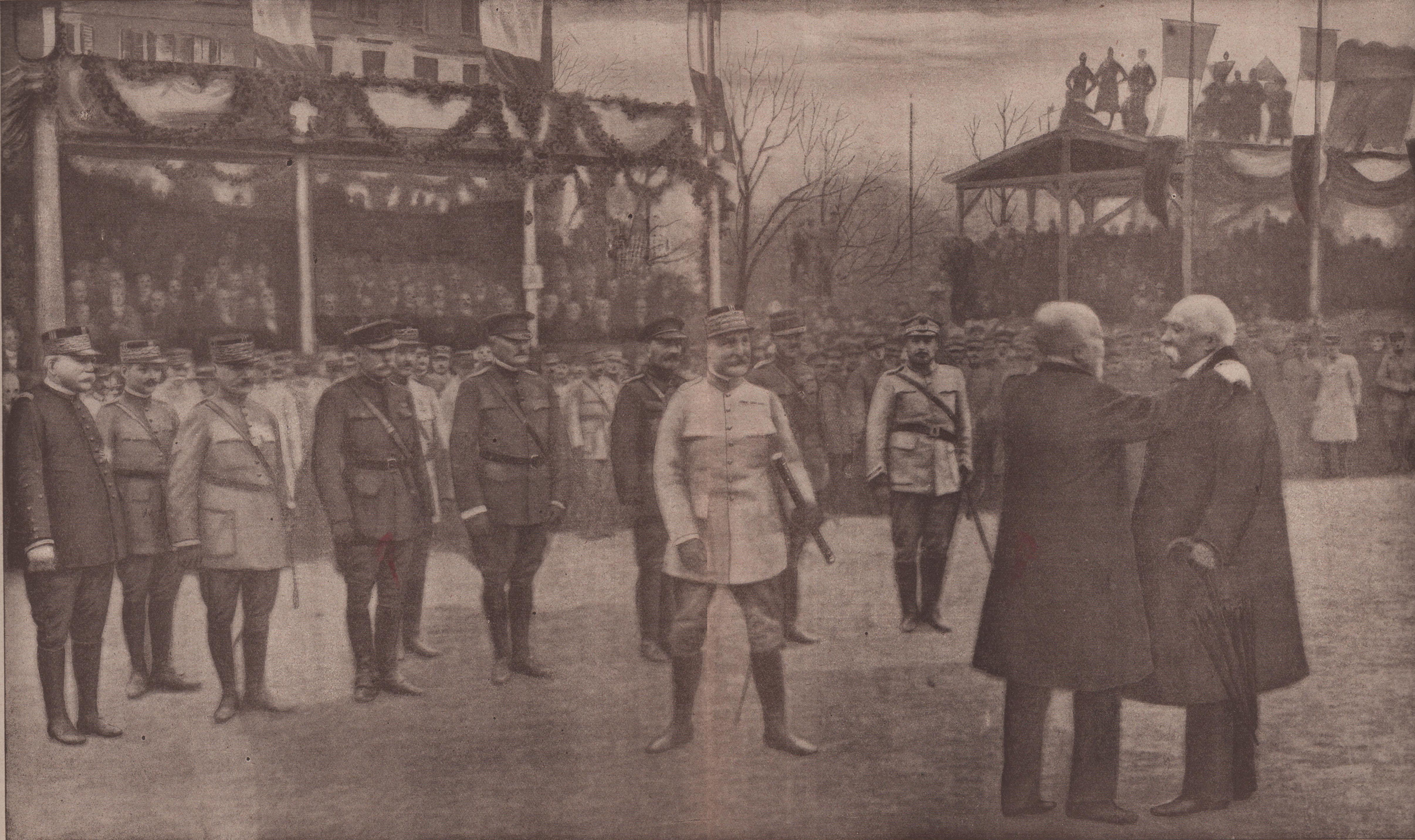
Das Foto zeigt die Ernennung Pétains zum Marschall (8. Dezember 1918)

Neben Ferdinand Foch, dem die Siege des Jahres 1918 zugeschrieben wurden, zählte Pétain nach dem Kriegsende zu den angesehensten Befehlshabern der französischen Armee. Als äußeres Zeichen der Wertschätzung ernannte ihn die Abgeordnetenkammer per Dekret am 21. November 1918 zum Marschall von Frankreich, der höchsten militärischen Auszeichnung der Republik. In einer feierlichen Zeremonie im Ehrenhof der Festung Metz erhielt Pétain am 8. Dezember 1918 aus den Händen des Staatspräsidenten Raymond Poincaré den Marschallstab. Poincaré ehrte ihn in seiner Ansprache mit den Worten:

„Sie haben beim französischen Soldaten alles erzielt, was Sie verlangt haben. Sie haben ihn verstanden, Sie haben ihn geliebt, und er hat Ihnen für die Zuneigung und Fürsorge, die Sie ihm entgegengebracht haben, mit Gehorsam und Hingabe gedankt […] Faberts Tugenden sind auch die Ihren gewesen: Klugheit, Methode, ständige Sorge um das Wohlergehen der Truppe; das Streben, dem Lande alle Eigenliebe und jedes persönliche Interesse zu opfern.“

Pétain war ein gefeierter Nationalheld und sein Ansehen im Ausland manifestierte sich durch militärische Ehrerweisungen aus allen verbündeten Staaten. Als weiteren Ausdruck der öffentlichen Wertschätzung wurde er am 12. April 1919 durch das Institut de France in die Akademie der Moralischen und Politischen Wissenschaften aufgenommen. Den unweigerlichen Höhepunkt seiner Offizierslaufbahn bildete der französische Nationalfeiertag, der am 14. Juli 1919 mit einer Parade anlässlich der Beendigung des Ersten Weltkriegs verbunden wurde. Dabei zogen erstmals Truppen aller Bündnismächte über die Avenue des Champs-Élysées in Paris. Auf einem Schimmel führte Marschall Pétain die französischen Einheiten an, die aus Angehörigen aller Départements zusammengesetzt waren.
Im Zuge der Demobilisierung wurde das Grand Quartier Général aufgelöst, und Pétain legte die Funktion des Oberbefehlshabers am 20. Oktober 1919 nieder.

## Zwischenkriegszeit

### Conseil Supérieur de la Guerre

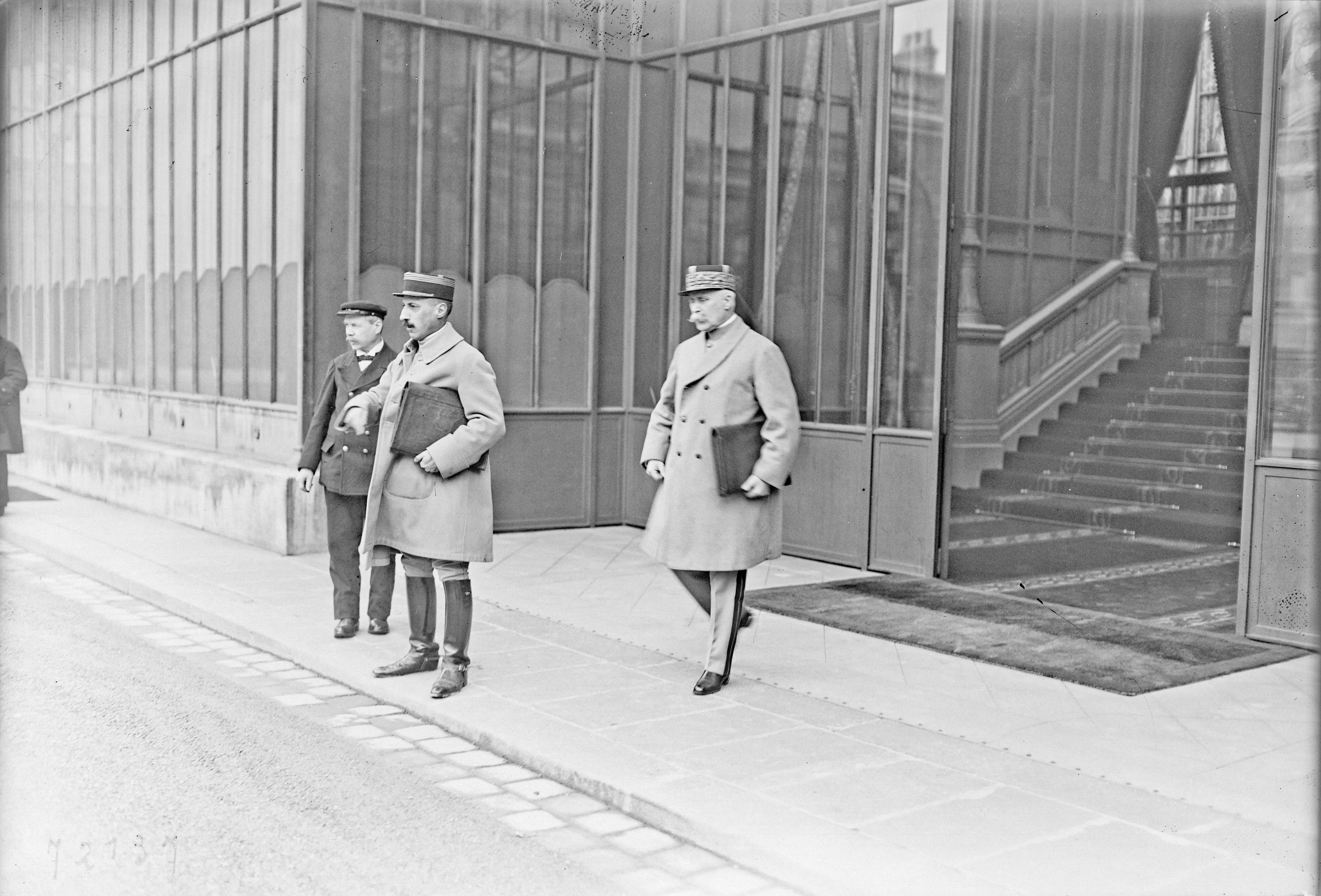
Pétain nach einer Sitzung des Verteidigungsrates (1922)

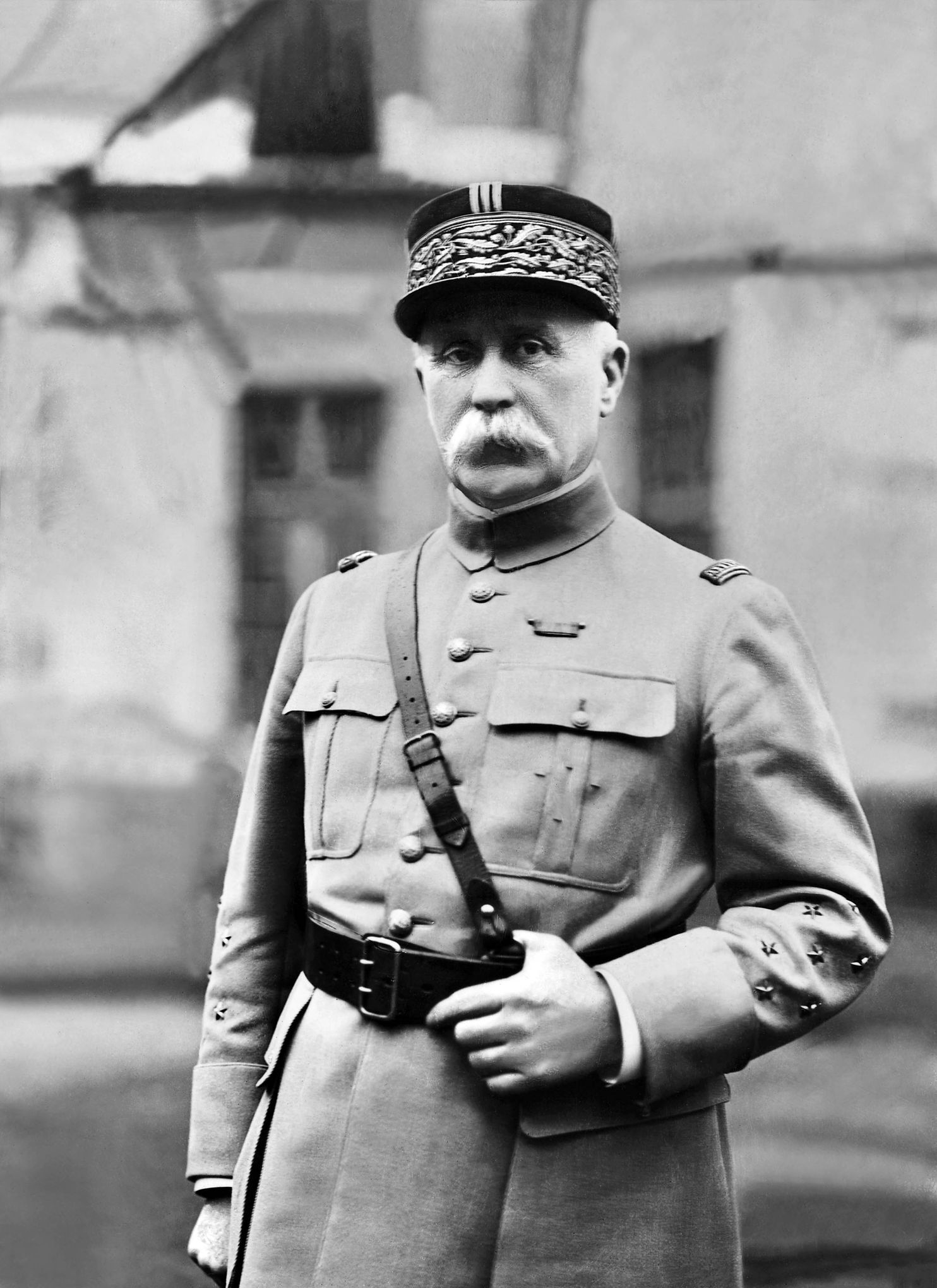
Pétain um 1930

Am 23. Januar 1920 ernannte die Regierung Pétain zum Vizepräsidenten des Conseil Supérieur de la Guerre (CSG), da er im Gegensatz zu Foch als loyaler Republikaner galt, der sich nicht in die Belange der Politik einmischte. Damit war er Vorsitzender der höchsten militärischen Institution Frankreichs und hätte im Kriegsfall automatisch den Oberbefehl ausgeübt. Zusätzlich übernahm Pétain im Februar 1922 das Amt des Generalinspekteurs der Armee, wodurch er eine beratende Funktion im Conseil Supérieur de la Défense Nationale (CSDN) erhielt. Die Aufgabe des Verteidigungsrates bestand in der Vorbereitung einer möglichen Kriegsstrategie sowie Entscheidungen über Bewaffnung, Ausbildung und Aufstellung der Streitkräfte. Gegenüber Beschlüssen des Generalstabschefs besaß Pétain ein Vetorecht. Diesen Posten konnte er mit seinen Vertrauten Edmond Buat und nach dessen Tod 1923 mit Marie-Eugène Debeney besetzen.
In seinen Funktionen prägte Pétain die Verteidigungsdoktrin Frankreichs entscheidend mit. Die von Général Debeney ausgearbeitete und durch Pétain im Jahr 1921 erlassene Instruction provisoire sur la conduite des grandes unités (Vorläufige Anweisung zum Verhalten großer Einheiten) sollte bis 1935 offizielle Doktrin der französischen Armee bleiben. Die Instruction stützte sich auf Pétains Erkenntnisse und Schlussfolgerungen des Stellungskrieges und sah im Falle eines erneuten deutschen Angriffs auf Frankreich eine strikt defensive Kriegstaktik vor. Die Offensive sei nur mit ausreichender Feuerkraft und personeller Überlegenheit in Betracht zu ziehen. Pétain manifestierte das Primat der Infanterie, während Panzer und Luftstreitkräfte einzig unterstützende Waffengattungen seien. Zur wirksamen Verteidigung Frankreichs verlangte er die Bereitstellung von 6.875 Panzern, wenngleich seine Grundsatzanweisungen zur Rolle der Panzerwaffe lediglich den Satz „Panzer unterstützen das Vorgehen der Infanterie durch Niederkämpfen von Feldbefestigungen und von hartnäckigem Widerstand der Infanterie“ enthielten.
Hohe Verlustzahlen während des Ersten Weltkriegs (1,3 Millionen Gefallene) und eine im Verhältnis zum Deutschen Reich niedrigere Geburtenrate waren die Hauptgründe für die defensive militärische Ausrichtung Frankreichs. Pétain hatte den politischen Rahmenbedingungen Rechnung zu tragen, da die Regierung 1923 eine Verkürzung der im Rahmen der Wehrpflicht abzuleistenden aktiven Dienstzeit von 36 auf 18 Monate beschlossen hatte und regelmäßig Reduzierungen des Militärbudgets vornahm. Die Regierung beauftragte die Armee mit der Erstellung einer Studie zur Verteidigung der Grenzen, um nach den Erfahrungen des Jahres 1914 auf eine erneute deutsche Invasion vorbereitet zu sein. Im Rahmen dieser Studie sprach sich Pétain für eine lineare, befestigte Front aus und plädierte für den Ausbau starker Verteidigungsbefestigungen entlang der Grenze, um die „Unantastbarkeit“ französischen Territoriums zu garantieren. Dabei orientierte er sich am Vorbild der Festungsstadt Verdun und persönlichen Abwehrerfolgen. Während einer ausgedehnten Besichtigungs- und Inspektionsreise der französischen Bunkeranlagen 1927/28 sowie im Zuge einer erneuten Reduzierung der Wehrpflicht auf zwölf Monate schob Pétain die Debatte zur Errichtung eines Schutzwalls voran. Obwohl die 1920er-Jahre durch Einsparungen des französischen Militärhaushalts gekennzeichnet waren, genehmigte das Parlament 1930 die finanziellen Mittel zum Bau einer befestigten Verteidigungslinie. Den entsprechenden Gesetzesentwurf hatte Kriegsminister André Maginot eingebracht, und die Befestigung erhielt den Namen Maginot-Linie. Bis zum November 1936 galten 1000 Kilometer als fertiggestellt, die Kosten beliefen sich auf fünf Milliarden Francs. Das Dogma der Unbesiegbarkeit der Maginot-Linie war geboren, und die öffentliche Meinung Frankreichs blickte mit geradezu religiösem Vertrauen auf die Befestigungslinie.
1925 berief Pétain den von ihm geförderten Charles de Gaulle in seinen persönlichen Stab. De Gaulles wesentliche Aufgabe bestand darin, zwei militärische Abhandlungen vorzubereiten, die unter dem Namen des berühmten Marschalls erscheinen sollten. Über den Inhalt gab es zwischen ihnen Auseinandersetzungen, was zu einer deutlichen Abkühlung des freundschaftlichen Verhältnisses führte.
Nach dem Tod Ferdinand Fochs wurde Pétain 1929 einstimmig als Mitglied in die renommierte Académie française gewählt und am 22. Januar 1931 offiziell eingeführt. Die Laudatio hielt der Schriftsteller Paul Valéry.
Mit dem Erreichen der Altersgrenze von 75 Jahren nahm Philippe Pétain am 9. Februar 1931 seinen Abschied aus der Armee. Die Funktionen als Vizepräsident des Obersten Kriegsrates und des Generalinspekteurs übergab er an Général Maxime Weygand.

### Rifkrieg

Gebiet der Rif-Republik

Der seit 1921 schwelende Aufstand der Rifkabylen, eines Berberstamms unter der Führung Abd al-Karims, bedrohte die spanische Kolonialherrschaft in Nord-Marokko (Rifkrieg). Den Spaniern gelang es nicht, die zwischenzeitlich unabhängig gewordene Rif-Republik niederzuschlagen. Die Unruhen drohten sich auch auf das französische Protektorat auszuweiten, und Generalresident Hubert Lyautey schien die Lage zu entgleiten. Die Regierung Painlevé sicherte den bedrängten Spaniern ihre Unterstützung zu. Sie verständigte sich mit Miguel Primo de Rivera auf eine gemeinsame militärische Operation und verlegte umfangreiche Truppenkontingente nach Nordafrika.
Trotz seiner Vorbehalte, nie in den Kolonien gedient zu haben, betraute die Regierung Marschall Pétain am 13. Juli 1925 mit dem Oberbefehl über die Expeditionsstreitkräfte. Mit der Ernennung Pétains, der enorme zivile und militärische Reputation genoss, wollte man die zum Pazifismus tendierende öffentliche Meinung für einen Krieg gewinnen. Am 3. September traf Pétain im marokkanischen Fès ein und übernahm die Befehlsgewalt, Général Alphonse Georges machte er zu seinem Stabschef und wichtigsten Mitarbeiter. Die Ankunft Pétains führte zum freiwilligen Ausscheiden des verbitterten Lyautey aus seinem Amt. Die spanisch-französische Streitmacht zählte eine Stärke von 250.000 Mann und wurde durch Artillerie, Panzer und Flugzeuge unterstützt. Unter massivem Materialeinsatz, Zerstörung der Infrastruktur durch Luftangriffe und starkem Artilleriefeuer gelang es Pétain, die Guerilla-Aktionen der Aufständischen einzudämmen und sie bis zum Jahresende 1925 zum Rückzug in das Rif-Gebirge zu zwingen. Pétain ließ die fruchtbaren Anbaugebiete im Norden des Landes besetzen und konnte somit die Lebensmittelversorgung der Aufständischen unterbinden. In einer sorgfältig vorbereiteten Offensive rückten die Spanier am 15. April 1926 von Al Hoceïma in den Gebirgszug ein, die französischen Truppen stießen von Süden in Richtung Ajdir vor. Während der Kampfhandlungen setzten die Europäer völkerrechtswidrig Senfgasbomben ein (Chemiewaffeneinsatz im Rifkrieg). Gegenüber den technologisch überlegenen Expeditionsstreitkräften musste al-Karim am 27. Mai 1926 kapitulieren, und die Kolonialmächte konnten ihre Herrschaft vollständig wiederherstellen.
Für seine Verdienste wurde Pétain vom spanischen König Alfons XIII. in der Infanterieakademie von Toledo mit der Medalla Militar ausgezeichnet.

### Politische Anfänge

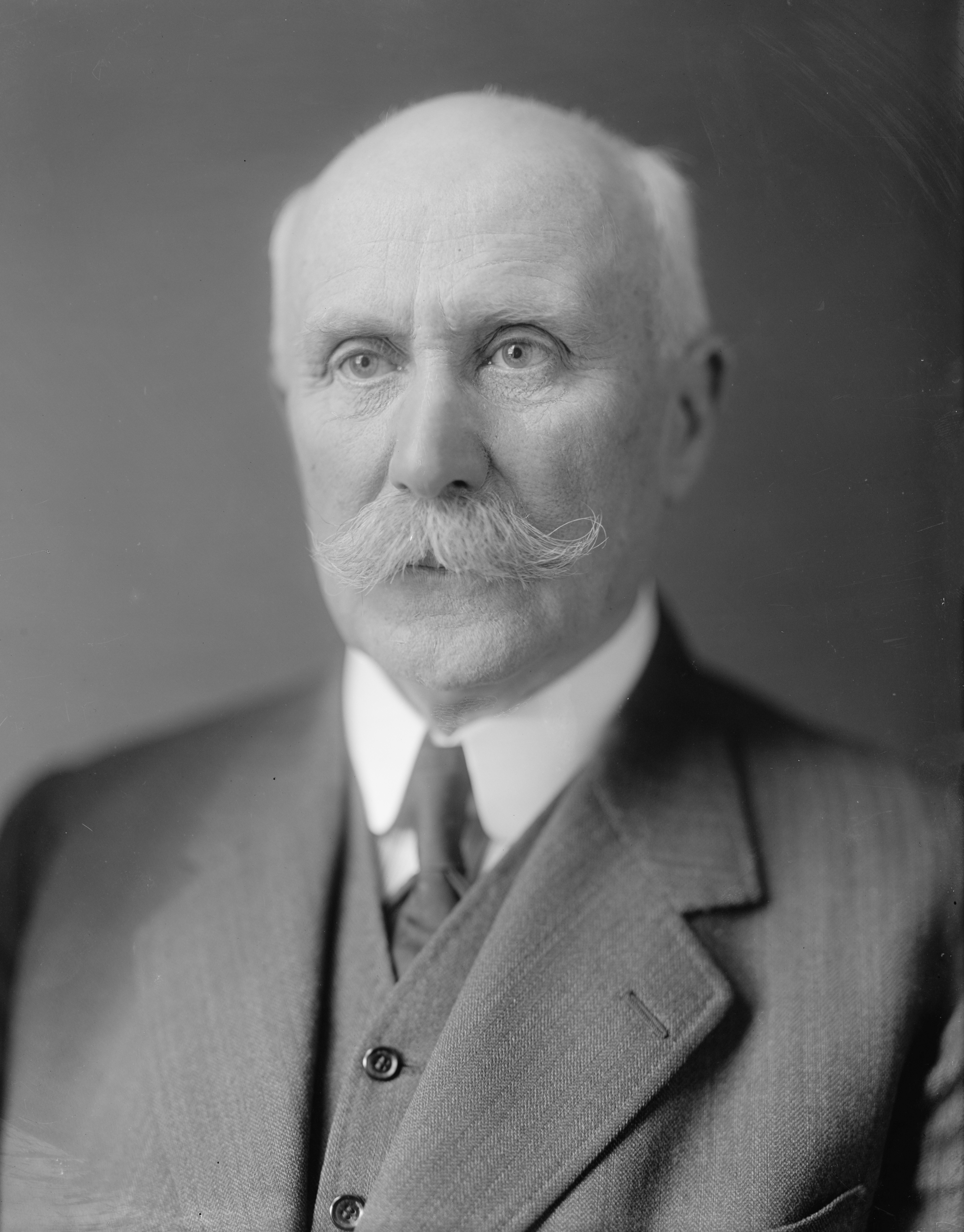
Philippe Pétain in Zivilkleidung (1930)

Pétains ungebrochene Autorität als Held von Verdun und Marschall von Frankreich waren in der französischen Gesellschaft fest verankert, und auch nach seinem offiziellen Abschied aus der Armee stellte er weiterhin eine bedeutende Persönlichkeit dar. Verschiedene rechte Gruppierungen buhlten um die Gunst des Kriegshelden, der bereits in den späten 1920er-Jahren eine Tendenz zu autoritären, antiparlamentarischen politischen Ansätzen entwickelt hatte. Pétain brachte dem spanischen Militärdiktator Miguel Primo de Rivera große Sympathie entgegen, der sein Land unter der Parole „Vaterland, Religion, Monarchie“ erneuern wollte. Trotz seiner zunehmend kritischen Haltung zum parlamentarischen Regierungssystem galt er dennoch als Republikaner, äußerte sich jedoch nicht zur aktuellen Tagespolitik. Insbesondere der politisch aktive Publizist Gustave Hervé trat öffentlich für die Schaffung einer autoritären Regierungsform ein und sah in einer Diktatur des Marschalls Pétain die einzige Möglichkeit, Frankreich zu retten.
1931 folgte Pétain einer Einladung des amerikanischen Generals John J. Pershing, als Mitglied der Delegation des Premierministers Pierre Laval zu einem Staatsbesuch in die Vereinigten Staaten zu reisen. Als offizieller Vertreter der Französischen Republik nahm Pétain an der 150-Jahr-Feier zur Schlacht von Yorktown teil, die den Amerikanischen Unabhängigkeitskrieg gegen England entschieden hatte. Dabei betonte er – in demonstrativer Abgrenzung gegenüber Großbritannien – das Bündnis zwischen Frankreich und den USA. Anlässlich des Besuchs ehrte die Stadt New York den hoch angesehenen Marschall am 26. Oktober mit einer Parade am Broadway.

### Kriegsminister (1934)
Die Weltwirtschaftskrise führte zu einer innenpolitischen Instabilität der Dritten Republik, die in den blutigen Unruhen vom 6. Februar 1934 ihren Höhepunkt fand und den Sturz der Regierung Daladier nach sich zog. Staatspräsident Albert Lebrun beauftragte daraufhin den Konservativen Gaston Doumergue am 8. Februar mit der Bildung einer neuen Regierung. Doumergue wiederum bat Pétain, als Kriegsminister seiner Regierung der Nationalen Einheit (Union Nationale) anzugehören. Denn nach seiner Ansicht stellte die in allen politischen Lagern respektierte Person des Marschalls im neuen Kabinett einen Unterpfand zur Beruhigung der Kriegsveteranen (z. B. Jeunesses patriotes, Croix de Feu) dar. Obwohl Pétain darauf gehofft hatte, das Amt des Bildungsministers übertragen zu bekommen, nahm er das Angebot an und trat endgültig in zivile Politik ein.
Pétain nutzte auch als Regierungsmitglied sein Prestige, um hin und wieder wohlgezielte Bemerkungen über die Dekadenz der Republik oder über die Vorteile einer an konservativen Werten orientierten Erziehung zu machen. Als Kriegsminister hatte Pétain mit den üblichen Schwierigkeiten zu kämpfen und schlug sich mit der wichtigsten herum, dem seinem Geschäftsbereich zugemessenen Budget. Die finanzielle Lage Frankreichs war angespannt und erforderte Sparmaßnahmen. Pétain, der sich als Soldat beunruhigt über die deutsche Wiederaufrüstung gezeigt hatte, musste als Minister eine Reduzierung der Militärkredite billigen. Auch eine Gesetzesvorlage zur Verlängerung der Dienstzeit auf 24 Monate fand keine parlamentarische Mehrheit. Den Kurs von Außenminister Louis Barthou, der die osteuropäischen Staaten mit dem Pacte de l’Est an Frankreich binden wollte, sah Pétain im Hinblick auf deren militärische Stärke äußerst kritisch. Mit der Ermordung Barthous und des jugoslawischen Königs Alexander I. am 9. Oktober in Marseille fand diese Politik ein Ende und die Regierung geriet in eine Krise. Als Abgesandter Frankreichs reiste Pétain zu der Beerdigungszeremonie nach Topola und traf dort mit dem deutschen Vertreter Hermann Göring zusammen, über den er sich im Anschluss positiv äußerte.
Die Regierung Doumergue scheiterte nach neunmonatiger Amtszeit am 8. November 1934. Sie hatte eine Revision der Verfassungsgesetze von 1875 zur Stärkung der Exekutivgewalt gegenüber der Legislative eingebracht, jedoch in der Abgeordnetenkammer keine Mehrheit erhalten.

### Botschafter in Spanien
Nach der Anerkennung des nationalistischen Franco-Spanien durch die französische Regierung wurde Marschall Pétain am 2. März 1939 zum außerordentlichen Botschafter Frankreichs in Spanien ernannt und überreichte Innenminister Ramón Serrano Súñer am 24. März in Burgos sein Akkreditierungsschreiben. Aufgrund seiner Erfolge während des Rifkrieges genoss Pétain im Nachbarland großes Ansehen und sollte die Neutralität Spaniens im Hinblick auf den bevorstehenden Konflikt mit dem Deutschen Reich gewährleisten, das eine aggressive Außenpolitik betrieb. Nach dem Ausbruch des Zweiten Weltkriegs im September 1939 lehnte Pétain das Angebot des Premierministers Édouard Daladier, in das französische Kriegskabinett einzutreten, ab und verblieb als Botschafter in Spanien.

## Die Niederlage von 1940

### Eintritt in die Regierung

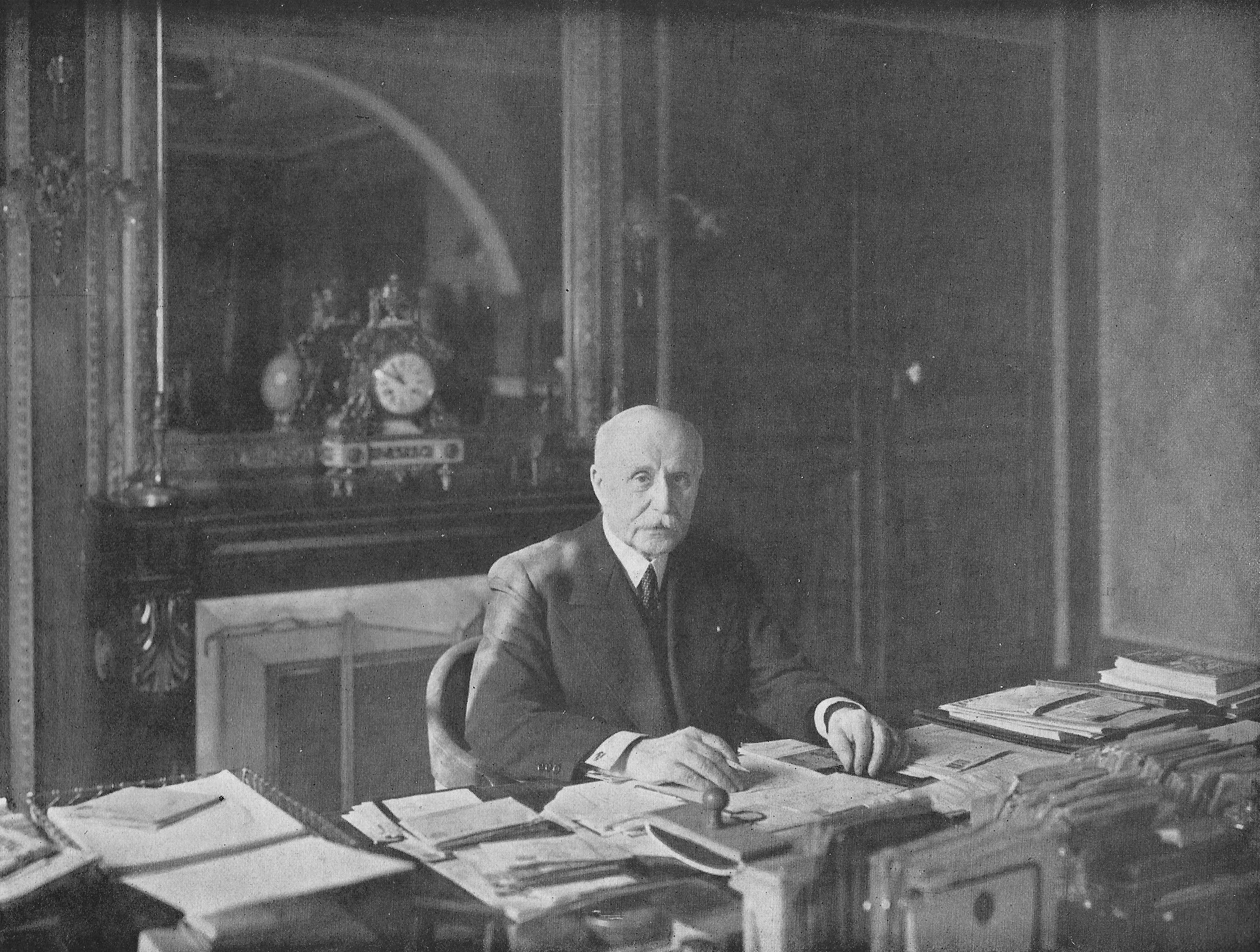
Pétain an seinem Schreibtisch (Mai 1940)

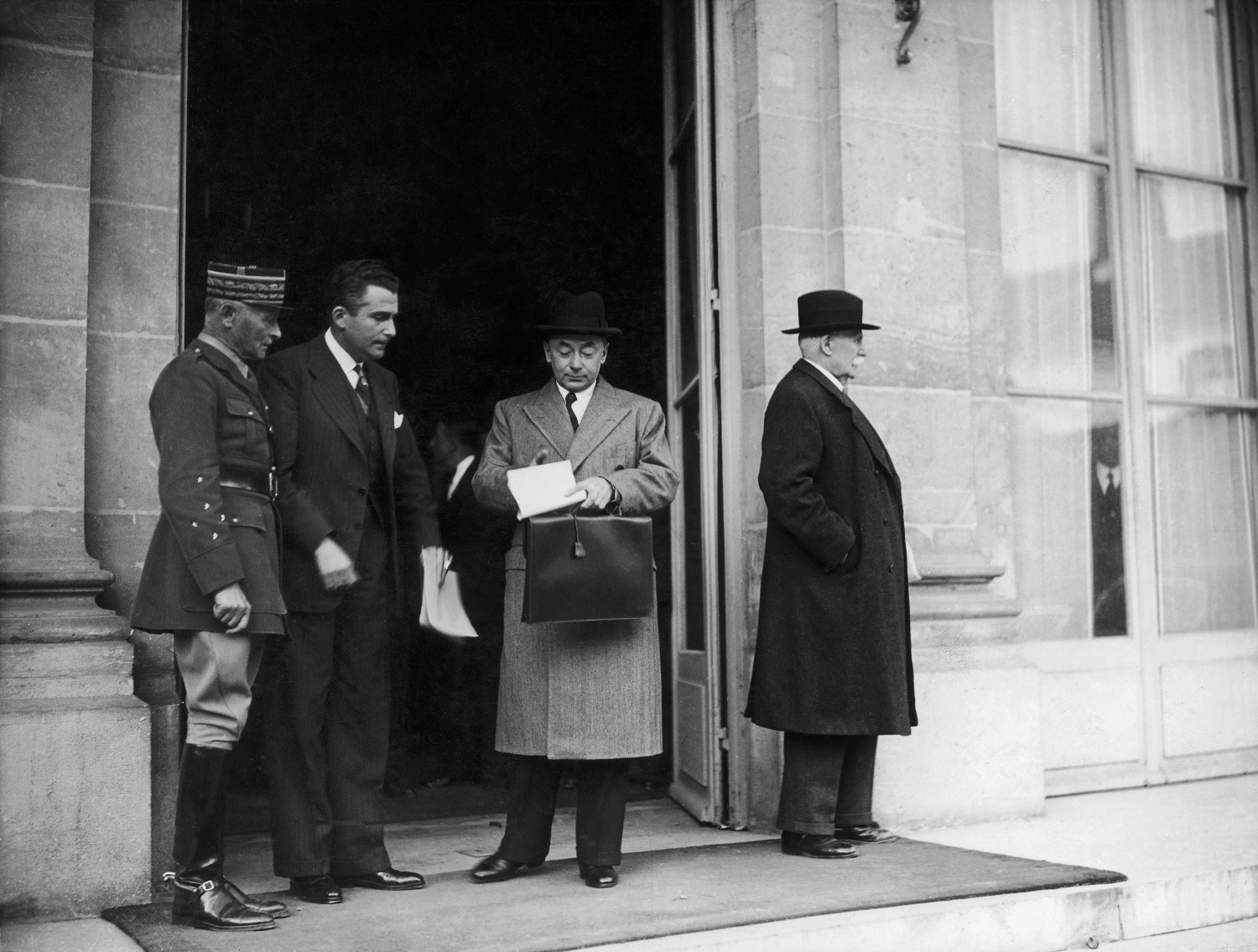
Von links: Général Weygand, Paul Baudouin, Paul Reynaud und Philippe Pétain (Mai 1940)

Mit dem deutschen Angriff am 10. Mai 1940 begann der Westfeldzug, der sich für Frankreich zur Katastrophe entwickelte. Unter Umgehung der Maginot-Linie passierten deutsche Panzerverbände die Ardennen – die das französische Oberkommando, einschließlich Marschall Pétain, zu einem unüberwindlichen natürlichen Hindernis erklärt und dementsprechend schlecht gesichert hatte – und durchbrachen am 15. Mai die Front bei Sedan. Die Offensive der Deutschen ging unvermindert weiter und bereits wenige Tage nach Beginn der Kampfhandlungen befand sich Frankreich in einer schweren militärischen und politischen Krise, weshalb sich Premierminister Paul Reynaud zu einer Kabinettsumbildung gezwungen sah. Er selbst übernahm das Kriegsministerium, ernannte Georges Mandel zum Innenminister und nahm Kontakt zu Philippe Pétain auf, der sich am 18. Mai bereit erklärte, als stellvertretender Regierungschef in das Kabinett einzutreten. Durch den Regierungseintritt des mittlerweile 84-jährigen Pétain, der Symbolfigur des Durchhaltewillens im Ersten Weltkrieg, erhoffte sich Reynaud eine Stärkung der Moral und der Verteidigungsbereitschaft. In einer Rundfunkansprache erklärte er:

„Der Sieger von Verdun, Marschall Pétain, ist heute Morgen aus Madrid zurückgekehrt. Er wird an meiner Seite stehen […] all seine Weisheit und all seine Kraft in den Dienst unseres Landes stellen. Er wird dort bleiben, bis der Krieg gewonnen ist.“

Die Ernennung des populären Marschalls fand in der französischen Öffentlichkeit großen Anklang und wurde als „divine surprise“ (himmlische Überraschung) hoffnungsvoll begrüßt. Der Schriftsteller François Mauriac schrieb: „Diesen Greis haben uns die Toten von Verdun geschickt.“ Die militärische Lage allerdings verschlechterte sich nahezu täglich, denn die Westmächte konnten dem Blitzkrieg keine wirkungsvolle Verteidigung entgegenstellen und die Ablösung des Oberkommandierenden Maurice Gamelin durch Général Maxime Weygand führte nicht zu dem erhofften Wunder an der Somme. Der schnelle deutsche Vormarsch zur Kanalküste schloss den Hauptteil der alliierten Streitkräfte in Nordfrankreich ein (Schlacht von Dünkirchen). Während der dramatischen Sitzung des Britisch-Französischen Kriegsrates vom 25. Mai zeigte Pétain eine defätistische Haltung. Frankreich sei auf den Krieg schlecht vorbereitet, und er machte die politischen Entscheidungsträger für die drohende Niederlage verantwortlich. Der Marschall war nicht bereit, den Kampf bis zum Äußersten zu führen:

„Ich kann nicht zulassen, dass man die Fehler der Politik auf die Armee abwälzt […] Es ist einfach und dumm zu sagen, man werde bis zum letzten Mann kämpfen. Man sagt so etwas besser nicht und tut es auch nicht. Nach unseren Verlusten im letzten Krieg und unserer schwachen Geburtenzahl ist dies außerdem ein Verbrechen!“

Nach der Niederlage in Dünkirchen und der Evakuierung des Britischen Expeditionskorps (Operation Dynamo) bereitete die Wehrmacht ihren Angriff auf Paris vor. Die französische Armee stand unmittelbar vor dem Zusammenbruch, Millionen ziviler Binnenflüchtlinge und zunehmende Kriegspanik lösten die öffentliche Ordnung auf. Am 10. Juni verließen die französischen Verfassungsorgane die Hauptstadt und flohen über Tours nach Bordeaux. Die Wehrmacht besetzte das zur offenen Stadt erklärte Paris am 14. Juni kampflos. Vor diesem Hintergrund appellierte Oberbefehlshaber Weygand an die Regierung, der Vernichtung der Armee ein Ende zu bereiten und die Deutschen um Bekanntgabe der Waffenstillstandsbedingungen zu ersuchen. Diesbezüglich herrschte im Kabinett Uneinigkeit und zwei gegensätzliche Auffassungen traten zutage: Premierminister Reynaud und Charles de Gaulle, inzwischen Staatssekretär im Kriegsministerium, plädierten für eine Fortsetzung des militärischen Widerstands. Notfalls solle sich die Regierung in einem hypothetischen „bretonischen Rückzugsgebiet“ verschanzen oder nach Nordafrika absetzen, um dieses als Basis des weiteren Kampfes zu nutzen. Pétain hingegen hielt eine Fortsetzung des Krieges für aussichtslos und unterstützte Weygands Forderung nach einer raschen Beendigung der Kampfhandlungen. Entgegen allen Bündnisverpflichtungen gegenüber Großbritannien bestand er als konsequentester Fürsprecher auf dem Abschluss eines Separatfriedens mit dem Deutschen Reich. Zur Verdeutlichung seines Standpunktes verlas Pétain während der dramatischen Kabinettssitzung vom 13. Juni eine Erklärung:

„Es ist für die französische Regierung unmöglich, französischen Boden zu verlassen, ohne zu emigrieren, ohne zu desertieren. Die Pflicht der Regierung ist es, was auch immer geschieht, im Land zu bleiben. Frankreich seiner natürlichen Verteidiger zu berauben hieße, es dem Feind ausliefern. Es hieße, die Seele Frankreichs töten und damit auch seine Wiedergeburt. Ich bin der Ansicht, dass der französische Boden nicht aufgegeben werden darf und dass das Leiden, das dem Vaterland und seinen Söhnen bevorsteht, angenommen werden muss. Die französische Wiedergeburt wird Frucht dieses Leidens sein, und die Erneuerung unseres Landes muss an Ort und Stelle eingeleitet werden. Wir können nicht auf die Wiedereroberung Frankreichs durch alliierte Kanonen zu unbekanntem Zeitpunkt und unvorherzusehenden Bedingungen warten. Ich werde mich weigern, den Boden des Mutterlandes zu verlassen, ich werde bei dem französischen Volk bleiben, um seine Leiden und sein Elend zu teilen – wenn nötig, außerhalb der Regierung. Der Waffenstillstand ist in meinen Augen die notwendige Vorbedingung für ein Weiterleben des ewigen Frankreich.“

### Waffenstillstand

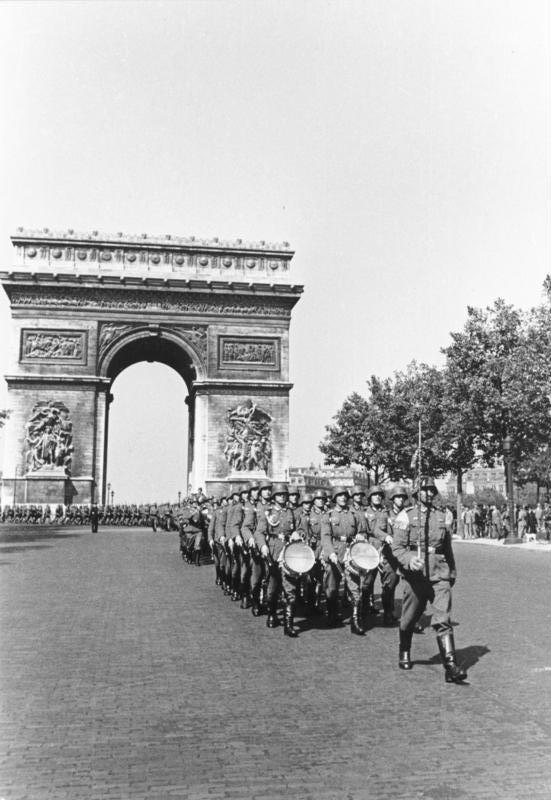
Deutsche Soldaten vor dem Arc de Triomphe in Paris (Juni 1940)

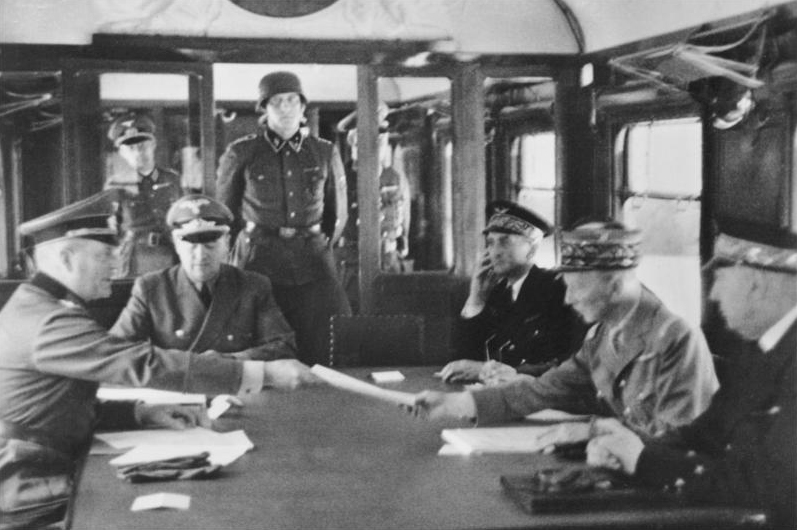
Wilhelm Keitel (li.) und Charles Huntziger (re. Mitte) am 22. Juni 1940 im Wagen von Compiègne

Frankreich nach dem Waffenstillstand von Compiègne (1940)

Nach Ankunft der Regierung in Bordeaux bestand Reynaud hartnäckig auf einer Kapitulation der Streitkräfte, während die Regierung den Widerstand aus dem Exil heraus aufrechterhalten solle. Da sich nun zahlreiche Minister hinter Pétain stellten und der Premierminister im Kabinett keine Zustimmung fand und auch Winston Churchills Angebot einer Britisch-Französischen Staatenunion abgelehnt wurde, trat er am Abend des 16. Juni von seinem Amt zurück. Noch in der gleichen Stunde trat Pétain an seine Stelle, der von Staatspräsident Albert Lebrun umgehend mit der Bildung einer neuen Regierung beauftragt wurde und diesem eine vorgefertigte Kabinettsliste vorlegte. Diese umfasste mit Maxime Weygand (Verteidigung und Generalstabschef), François Darlan (Marine), Bertrand Pujo (Luftfahrt) und Louis Colson (Krieg) vier hochrangige Militärs, Parlamentarier wie Camille Chautemps (Stellvertretender Premierminister), Jean Ybarnégaray (Veteranen und Familie) und Albert Rivière (Kolonien), auch parteilose Technokraten wie Paul Baudouin (Äußeres), Yves Bouthillier (Finanzen) und Albert Rivaud (Bildung). Seinen politischen Mentor und Vertrauten Raphaël Alibert machte er zum Staatsminister, Pierre Laval gehörte der Regierung noch nicht an, da man ihm nur das Justizressort, nicht aber das begehrte Außenamt angeboten hatte.
Unmittelbar nach seiner Amtsübernahme ließ Pétain über den Außenminister die Bedingungen eines Waffenstillstands beim Deutschen Reich erfragen und wandte sich am Mittag des 17. Juni in seiner ersten Radioansprache  an die Bevölkerung. Darin begründete er sein Ersuchen um Waffenstillstandsverhandlungen und warb um Verständnis für diesen Schritt:

„Franzosen!
Dem Ruf des Präsidenten der Republik folgend, übernehme ich heute die Leitung der französischen Regierung. Sicher des Vertrauens des gesamten Volkes, stelle ich meine Person Frankreich zur Verfügung, um sein Leid zu mildern […] Ich teile Ihnen heute mit schwerem Herzen mit, dass es Zeit ist, diesen Kampf zu beenden. Ich habe mich diese Nacht an den Gegner gewendet, um ihn zu fragen, ob er bereit ist, zusammen mit uns, unter Soldaten, nach dem Kampf und in Ehre die Mittel zu suchen, um den Feindseligkeiten ein Ende zu setzen.“

Nach der Ankündigung Pétains, einen Waffenstillstand mit dem Deutschen Reich zu vereinbaren, rief der nach Großbritannien geflohene Charles de Gaulle sein Land via Radio Londres zur Fortsetzung des Widerstands auf (Appell vom 18. Juni) und gründete wenig später die Freien Französischen Streitkräfte. In Erwartung der deutschen Antwort auf das Waffenstillstandsgesuch unternahmen radikale Gegner der Entscheidung einen Versuch zur Bildung einer Exilregierung. Der ehemalige Innenminister Mandel bemühte sich, das Staatsoberhaupt, die Präsidenten der Abgeordnetenkammer und des Senats sowie möglichst viele Parlamentarier zur Abreise an Bord des Schiffes Massilia zu bewegen. Um die Legitimität seiner Regierung zu sichern, verbot Pétain daraufhin allen Inhabern eines öffentlichen Amtes, Bordeaux zu verlassen, und drohte, Präsident Lebrun festzunehmen, sollte dieser versuchen auszureisen. Lediglich 27 Parlamentarier folgten dem Aufruf und schifften sich am 21. Juni an der Seite Mandels nach Nordafrika ein.
Ohne Verhandlungen diktierte die deutsche Führung der französischen Delegation am 22. Juni 1940 die Bedingungen des Waffenstillstands von Compiègne, der einer Kapitulation faktisch gleichzusetzen war und Frankreichs Status als Großmacht aufhob. Die Regierung akzeptierte die Vertragsbedingungen und bevollmächtigte Général Charles Huntziger zur Unterzeichnung. Die Kampfhandlungen wurden daraufhin eingestellt und der Waffenstillstand trat am 25. Juni in Kraft. Der Vertrag teilte das Territorium durch eine Demarkationslinie in einen unter deutscher Militärverwaltung stehenden Nord- und Westteil («Zone Occupée») sowie einen unbesetzten Südteil («Zone Libre»), der etwa 40 Prozent der Landesfläche umfasste. Das Deutsche Reich annektierte Elsaß-Lothringen, die Départements Nord und Pas-de-Calais unterstellten sie unter Militärverwaltung. Die Kosten der Besatzung (20 Millionen Reichsmark pro Tag) hatte der französische Staat zu entrichten (siehe dazu: Deutsche Besetzung Frankreichs im Zweiten Weltkrieg). Zur Aufrechterhaltung der inneren Ordnung durfte Frankreich ein 100.000-Mann-Heer ohne schwere Bewaffnung unterhalten, die Repatriierung der 1,85 Millionen Kriegsgefangenen sollte erst nach dem Abschluss eines endgültigen Friedens erfolgen. Die Kriegsflotte hingegen wurde nicht demobilisiert, und auch die inneren Verhältnisse der Kolonien blieben unangetastet.
Gemäß den Waffenstillstandsbestimmungen behielt die französische Regierung die Kontrolle über die Kriegsmarine, und obwohl Admiral Darlan eine Auslieferung an das Deutsche Reich ausgeschlossen hatte, fürchtete Großbritannien den möglichen Einsatz auf Seiten der Achsenmächte. Um dies zu verhindern, forderten die Briten ultimativ die Übergabe oder Demobilisierung der französischen Flotte, die den Kriegshafen von Mers-el-Kébir angelaufen hatte. Nach dem Ablauf des Ultimatums am 3. Juli 1940 bombardierte die Royal Navy diesen Flottenverband (Operation Catapult), wobei 1.297 französische Marineangehörige getötet wurden. Gleichzeitig wurden alle in britischen Häfen befindlichen französischen Kriegsschiffe gekapert und beschlagnahmt (Operation Grasp). Die Ereignisse belasteten das französisch-britische Verhältnis schwer, und Darlan verlangte einen Vergeltungsangriff. Obwohl er zur Anglophobie neigte, erwies sich Pétain in dieser Lage als maßvoll und erteilte der Forderung Darlans eine Absage und brach lediglich die diplomatischen Beziehungen ab.

## Staatschef in Vichy

### Schaffung des État français

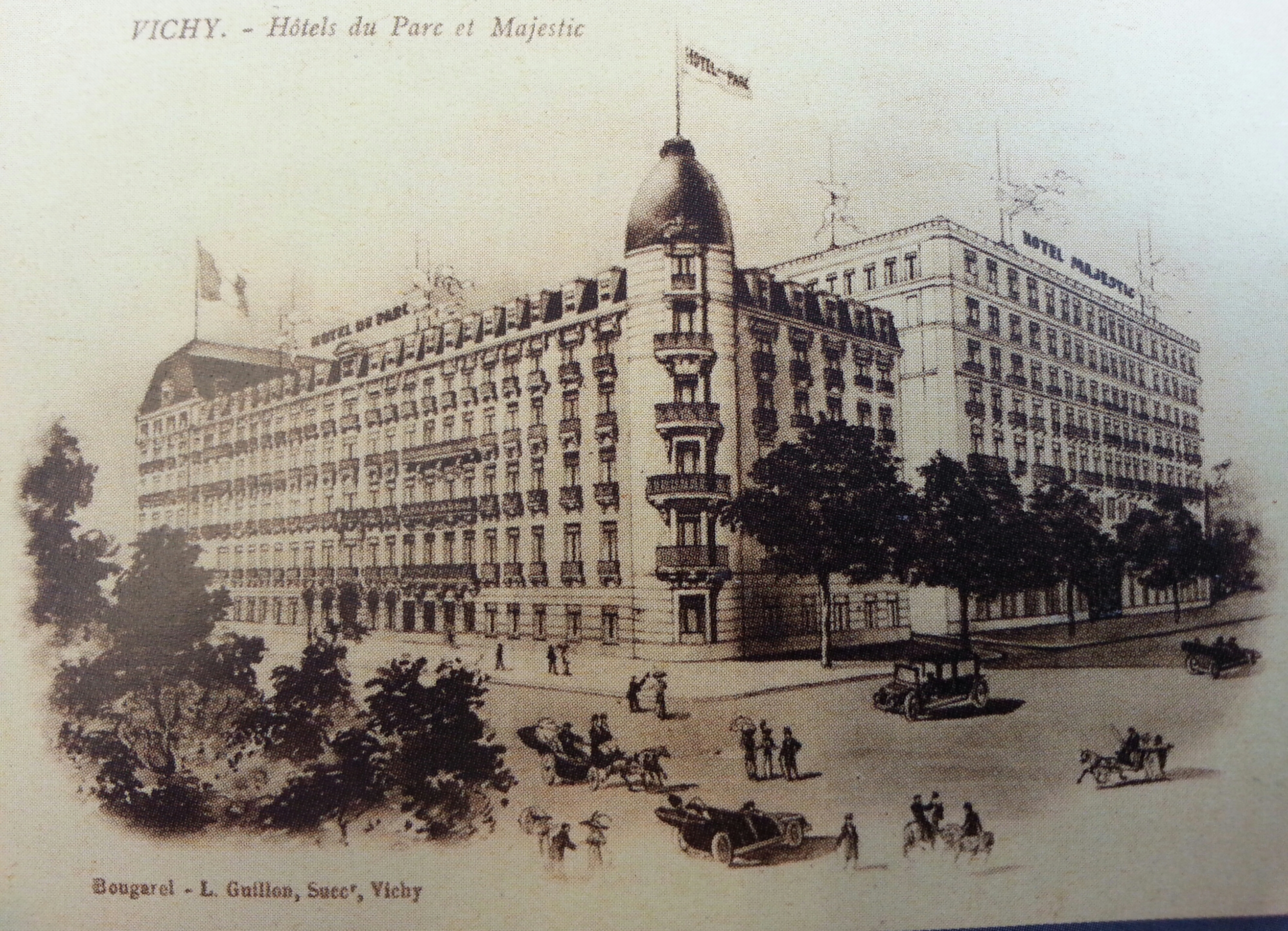
Das Hôtel du Parc in Vichy, der Amtssitz Pétains

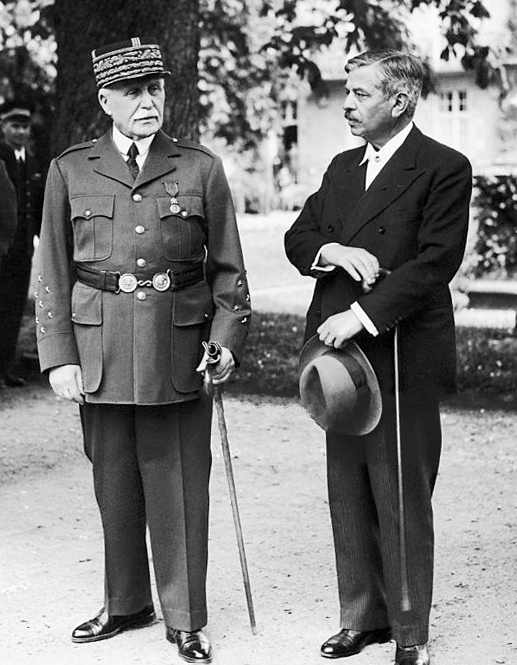
Pétain und Laval

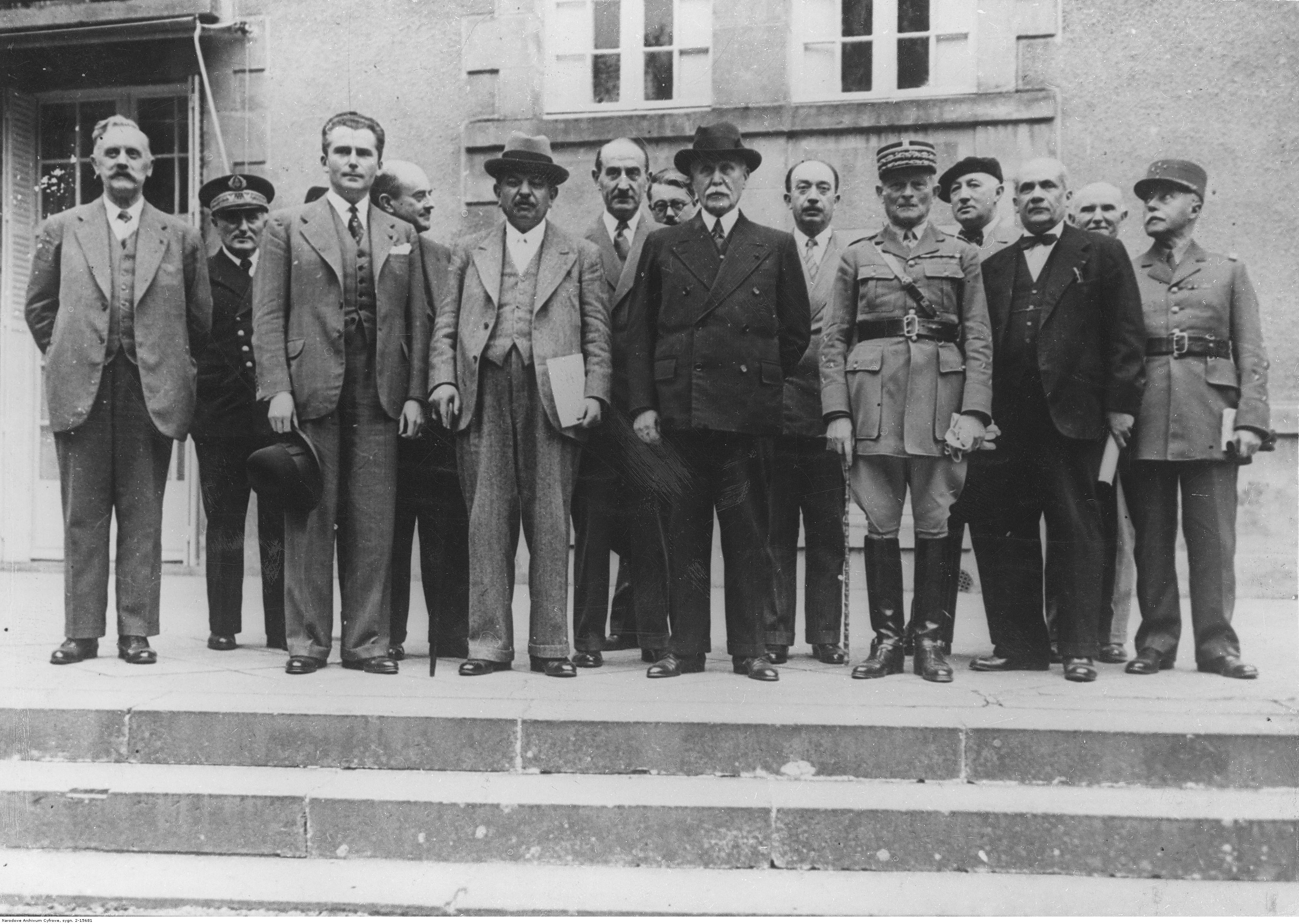
Zweites Kabinett Pétain (18. Juli 1940)

Nach Einrichtung der deutschen Besatzungszone übersiedelte die Regierung am 1. Juli 1940 von Bordeaux in die freie Zone nach Vichy. Die kleine Kurstadt in der Auvergne, nahe der Demarkationslinie gelegen, hatte gute Straßen- und Eisenbahnverbindungen sowie eine moderne Telefonzentrale. Die zahlreichen Hotels boten den Ministerien, Behörden und Botschaften ausreichend Unterkunftsmöglichkeiten. Pétain selbst bezog zwei Etagen des Hôtel du Parc.
Die ersten Tage in Vichy waren geprägt von der drückenden Last der katastrophalen Niederlage («Le Débâcle»). Hinzu kam ein Klima der Intrigen und Gerüchte, das durch Pierre Laval, seit dem 23. Juni Staatsminister und stellvertretender Regierungschef, und einen seiner Getreuen, Adrien Marquet, unter den Abgeordneten geschürt wurde. Der Zwischenfall von Mérs-el-Kebir fügte dieser ohnehin schon aufgeladenen Atmosphäre noch eine antibritische Komponente hinzu. Es zeichneten sich konkrete Pläne einer umfassenden politischen Reform ab und die Anhänger Pétains, angeführt von Laval, forderten Verfassungsänderungen und führten erste Verhandlungen im parlamentarischen Umfeld. Die Republik hatte sich für ihn diskreditiert und er glaubte, nur eine autoritäre Regierungsform könne Frankreich in das siegreiche totalitäre System eingliedern. Daher sollten dem Marschall unbeschränkte Vollmachten eingeräumt werden, damit er den Wiederaufbau der französischen Nation einleiten könne. In einer Kabinettssitzung am 4. Juli befürwortete Laval die unverzügliche Einberufung der Nationalversammlung, damit diese Pétain beauftrage, eine neue Verfassung aufzusetzen. Pétain erteilte dem Vorschlag einer legalen Verfassungsreform seine Zustimmung und kündigte erstmals seit dem Abschluss des Waffenstillstands die Einberufung der Parlamentskammern an. In den folgenden Tagen erarbeiteten Laval und Alibert eine entsprechende Gesetzesvorlage, welche „die Rechte der Arbeit, der Familie und des Vaterlandes“ garantieren solle.
Unter dem Vorsitz des Senatspräsidenten Jules Jeanneney konstituierten sich die Abgeordneten und Senatoren am 10. Juli 1940 als Nationalversammlung im Grand Casino de Vichy. Pétain ließ sich durch Laval vertreten, der die Volksvertreter in seiner Rede aufforderte, sich um die Person des Marschalls zu sammeln. Mit einer klaren Mehrheit von 569 Stimmen (bei 20 Enthaltungen und 181 Abwesenden) votierten die Mitglieder der Nationalversammlung für Lavals Gesetzesvorlage und nur 80 Abgeordnete, zu einem sehr großen Teil Anhänger der Linken, verweigerten dem Selbstmord des republikanischen Systems ihre Zustimmung.

„Artikel 1: Die Nationalversammlung erteilt der Regierung der Republik unter der Autorität und Unterschrift des Marschalls Pétain umfassende Ermächtigung, durch einen oder mehrere Gesetzesakte eine neue Verfassung des französischen Staates zu verkünden. Die Verfassung wird die Rechte der Arbeit, der Familie und des Vaterlands garantieren. Sie wird von der Nation ratifiziert werden und von den durch sie geschaffenen Parlamentsversammlungen angewendet werden.
Das gegenwärtige Verfassungsgesetz, beraten und beschlossen von der Nationalversammlung, ist als Staatsgesetz auszuführen.
Geschehen zu Vichy, am 10. Juli 1940“

Mit einem einzigen Satz – „Wir, Philippe Pétain, Marschall von Frankreich, erklären laut Verfassungsgesetz vom 10. Juli 1940, dass wir die Funktionen des Staatschefs des État français («Chef de l'État français») ausüben“ – schuf Pétain eine neue Exekutivgewalt, mit der er die Dritte Republik faktisch beendete und den État français begründete. Am 11. und 12. Juli verkündete Pétain die ersten vier Verfassungsakte («actes constitutionell»), die ihm als Staatschef unbeschränkte Vollmachten zugestanden, mit Ausnahme der Kriegserklärung. Sie hebelten den republikanischen Grundsatz der Gewaltenteilung aus und ersetzten die Volkssouveränität durch die persönliche Autorität des Marschalls. Pétain übertrug sich den „Vollbesitz der Regierungsgewalt“, und zwar sowohl die legislative wie die exekutive, die Ernennung und Absetzung ihm allein verantwortlicher Minister, den Erlass und die Ausführung von Gesetzen, den Oberbefehl über die Streitkräfte, das Begnadigungs- und Amnestierecht sowie die Verhandlung und Ratifizierung von Verträgen. Als Chef der Exekutive und einzigem Gesetzgeber wurden dem Staatschef einige Monate später auch eigene richterliche Vollmachten zugestanden. Dadurch konnte er Minister, Notabeln und hohe Funktionäre, „welche ihre Amtspflichten verletzt“ hatten, verurteilen. Gerichtsurteile wurden nicht mehr im Namen des Volkes, sondern in dem des „Marschalls von Frankreich und Chef des Staates“ verkündet. Akt Nr. 3 vertagte bis auf Weiteres die beiden Parlamentskammern. Der Akt Nr. 4 vom 12. Juli erlaubte es Pétain, die Mitglieder der Regierung zu bestimmen und seine Nachfolge zugunsten Lavals festzulegen, den man als «Dauphin» bezeichnete. Tatsächlich war Pétain, wenn man den Erinnerungen seines Kabinettschef Henri du Moulin de Labarthète glauben will, nicht wenig stolz, „mehr Macht auf sich zu vereinen, als Ludwig XIV. je gehabt hatte.“ Der Historiker Pierre Bourget beschrieb Pétain als „König oder Regent von Frankreich, ein König ohne Krone.“ Der État français war demnach autoritär, reaktionär und entschieden antidemokratisch. Pétain traf die Entscheidungen in Zusammenarbeit mit seinen Vertrauten in einem inneren Zirkel, ohne äußere Mitwirkung. Die Ausführung erlassener Regierungsdekrete oblag den lokalen Bürgermeistern und regionalen Präfekten, die ihren Amtseid auf die Person des Staatschefs geleistet hatten.
Teile der französischen Presse bezeichneten die Ereignisse des Juli 1940 als „politisches Harakiri der Parlamentarier“, doch unter dem Schock über die Niederlage regte sich innerhalb der Bevölkerung kein Widerstand und Pétains Vorgehen fand breite Zustimmung.
Pétain erweiterte sein Kabinett nach rechts, indem er Adrien Marquet (Inneres), François Piétri (Kommunikation), Pierre Caziot (Landwirtschaft), und René Belin (Industrie) aufnahm. Einen Premierminister ernannte er zunächst nicht, Pierre Laval blieb stellvertretender Regierungschef.

### Personenkult
Nach den Ereignissen des Sommers 1940 entstanden ein regelrechter Mythos und Personenkult um Pétain, den man mit Jeanne d’Arc verglich und der seine Person zum Wohle Frankreichs geopfert habe. Seine Porträts ersetzten von nun an die Bilder der Marianne in öffentlichen Gebäuden. Neues Staatssymbol wurde die Francisque, bestehend aus einem Marschallstab und zwei Liktoren-Beilen. „Nichts ohne den Marschall. Alles mit dem Marschall“, wurde zur weitverbreiteten Parole, das Lied «Maréchal, nous voilà» als inoffizielle Nationalhymne nach der Marseillaise gespielt. Vichy entwickelte sich zu einem politischen Wallfahrtsort um seine Person. Er wurde als Unser Vater, Unser Marschall oder als Vater aller Kinder Frankreichs bezeichnet.
Auch der katholische Klerus in Frankreich unterstützte das neue Regime. Am 16. Juli 1940 reiste Kardinal Pierre-Marie Gerlier nach Vichy, um dort seine Hochachtung für jenes Opfer auszusprechen, das Pétain dem Vaterland bringe.

### Révolution Nationale

Die Francisque, Wappen des Vichy-Regimes

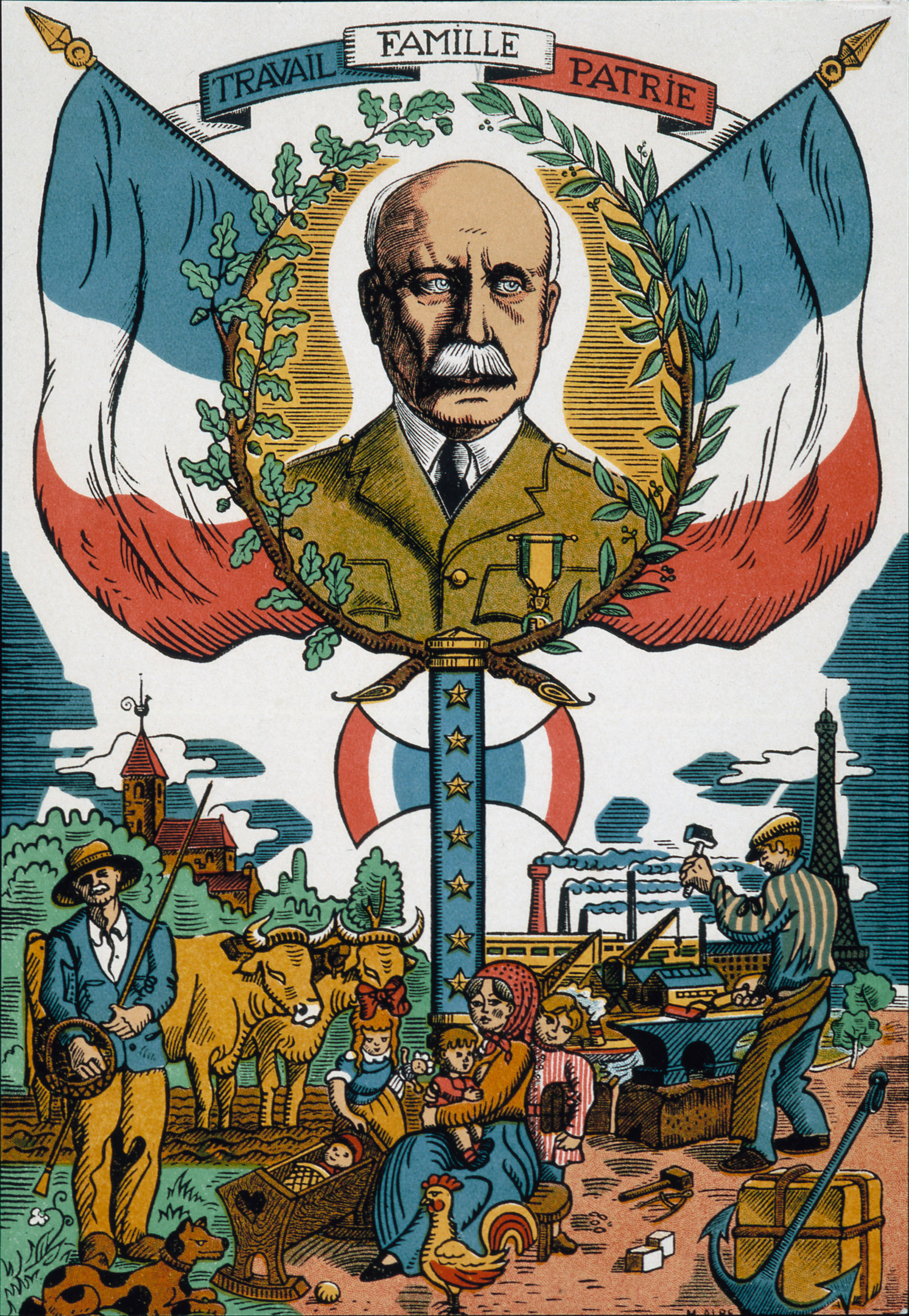
Propaganda der Révolution Nationale

„Wir müssen von nun an unsere Anstrengungen auf die Zukunft richten. Eine neue Ordnung beginnt“, hatte Philippe Pétain den Franzosen am 25. Juni 1940 erklärt. Er wertete die militärische Niederlage als Zeichen eines Zerfallsprozesses der französischen Gesellschaft und beklagte sowohl die innere Zerrissenheit des Landes als auch den Verfall traditioneller Werte. Seit dem Waffenstillstand warb Pétain für eine geistig-moralische Wende («redressement intellectuel et moral») und wollte sie in einer Révolution nationale zu neuer Einheit und moralischer Erneuerung führen. Unter der Parole «Travail, Famille, Patrie» (Arbeit, Familie, Vaterland) setzte sich das Vichy-Regime entschieden von den Prinzipien der Französischen Revolution «Liberté, Égalité, Fraternité» (Freiheit, Gleichheit, Brüderlichkeit) und der aus ihr gewachsenen republikanischen Tradition ab. Ziel war die Rückkehr zu einer traditionellen, patriarchalischen und hierarchischen Gesellschaftsform und deren moralische Erneuerung.

„Die Nationale Revolution richtet sich nicht gegen die politische Unterdrückung, sondern gegen eine überlebte Ordnung. Sie vollzieht sich am Morgen nach der Niederlage, sieben Jahre nach der deutschen Revolution, achtzehn Jahre nach der italienischen Revolution, und in einem ganz anderen Geist als diese beiden historischen Revolutionen“

### Kollaboration

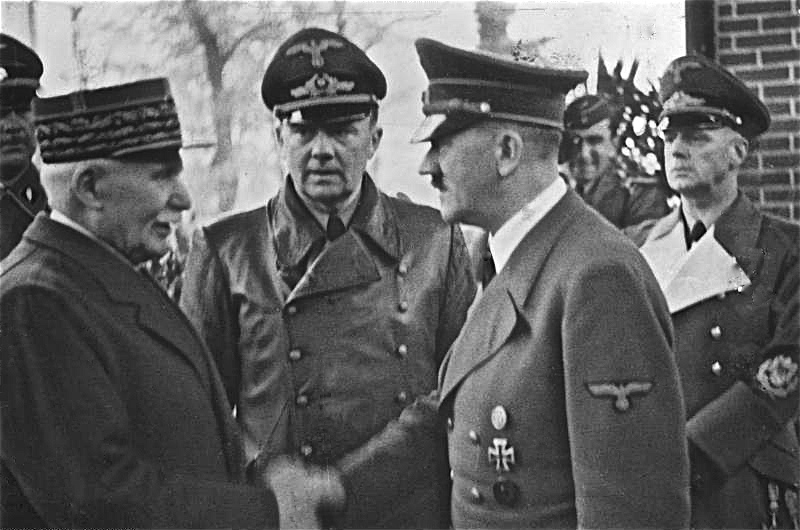
Pétain und Hitler am 24. Oktober 1940 in Montoire

Nach intensiver diplomatischer Vorbereitung durch Pierre Laval und den deutschen Botschafter Otto Abetz kam es am 24. Oktober 1940 zu einem persönlichen Treffen Pétains mit Adolf Hitler in Montoire-sur-le-Loir. Gegenüber diesem verweigerte der Marschall den geforderten Kriegseintritt seines Landes an der Seite der Achsenmächte. Im Gegenzug machte Pétain das Angebot einer Zusammenarbeit (Kollaboration), die er für notwendig hielt, um die Versorgung der Bevölkerung sicherzustellen, Art und Umfang der materiellen, personellen und industriellen Ausbeutung Frankreichs in Grenzen zu halten und die Rückführung der französischen Soldaten aus deutscher Kriegsgefangenschaft zu erreichen. Am 30. Oktober rechtfertigte Pétain in einer Radioansprache seine Politik:

„Ich habe am letzten Dienstag den Kanzler des Deutschen Reiches getroffen […]. Ich bin aus freiem Entschluss der Einladung des Führers gefolgt. Ich habe von seiner Seite keinerlei „Diktat“, keinerlei Druck erfahren. Eine Kollaboration zwischen unseren beiden Ländern ist ins Auge gefasst worden. Ich habe dies dem Grunde nach akzeptiert. […]
Ich betrete in Ehren den Weg der Kollaboration, um die Einheit Frankreichs zu erhalten – eine Einheit von zehn Jahrhunderten – und dies geschieht im Rahmen des Aufbaus einer neuen europäischen Ordnung. […] Diese Kollaboration muss aufrichtig sein. Sie muss jedes aggressive Denken ausschließen. Sie muss von einer geduldigen und vertrauensvollen Bemühung getragen werden. Frankreich ist durch zahlreiche Verpflichtungen gegenüber dem Sieger gebunden. Zumindest bleibt es souverän. Diese Souveränität verpflichtet es, seinen Boden zu verteidigen, die Meinungsverschiedenheiten beizulegen und den Abfall seiner Kolonien zu mindern.
Dies ist meine Politik. Die Minister sind nur mir gegenüber verantwortlich. Über mich allein wird die Geschichte richten. Ich habe bisher in der Sprache des Vaters zu Ihnen gesprochen. Heute rede ich zu Ihnen in der Sprache des Chefs.
Folgen Sie mir. Bewahren Sie Ihr Vertrauen in das ewige Frankreich.“

Um die staatliche Souveränität Frankreichs zu behaupten und das Kolonialreich zu erhalten, proklamierte Pétain die Kollaboration mit der deutschen Besatzungsmacht. Durch das Entgegenkommen wollte er die harten Bedingungen des Waffenstillstands mildern. Andererseits verfolgte er gegenüber den Westalliierten bis Mitte 1942 eine hinhaltende Politik der „direkten Nichtkriegführung“, mit dem Ziel, die Äquidistanz zwischen den kriegführenden Parteien zu wahren (Attentismus). Laval hingegen interpretierte das Treffen von Montoire als deutsch-französisches Bündnis gegen Großbritannien und trat aktiv für eine engere Bindung an das Deutsche Reich ein, während Pétain – erschreckt durch die Zwangsdeportation von Lothringern in das unbesetzte Frankreich (Wagner-Bürckel-Aktion) – an seiner Schaukelpolitik festhielt. Der anhaltende Gegensatz führte zu einer Machtprobe, und Pétain enthob Laval am 13. Dezember 1940 von seinen Ämtern und ließ ihn festnehmen. Aufgrund einer scharfen deutschen Intervention musste Laval wieder freigelassen werden.
Wegen der staatlichen Kollaboration, der autoritären Innenpolitik sowie zunehmender deutscher Repressalien verlor das Vichy-Regime ab 1942 spürbar an Rückhalt in der Bevölkerung und geriet in immer stärkere Abhängigkeit zum Deutschen Reich. Die Aufstellung einer Freiwilligenlegion zur Unterstützung der Wehrmacht im Kampf gegen den Bolschewismus in der Sowjetunion radikalisierte den kommunistischen Widerstand in Frankreich und brachte der Résistance regen Zulauf. Auf deutschen Druck hin und gegen den Rat der USA ernannte Pétain Pierre Laval am 18. April 1942 erneut zu seinem Stellvertreter und Regierungschef, und in der Folge schwang sich Laval zum wichtigsten Entscheidungsträger des Vichy-Regimes auf. Der entschieden deutsch-freundliche Laval intensivierte die Kollaboration, indem er die verstärkte Gestellung französischer Zwangsarbeiter für die deutsche Kriegswirtschaft und die Deportation von Juden organisierte. Zu diesem Zweck gründete er mit der Milice française eine paramilitärische Einheit, die eng mit der deutschen Besatzungsmacht zusammenarbeitete.
Als sich im November 1942 nach der Landung der Alliierten in Nordafrika ein Angriff auf die „Festung Europa“ abzeichnete, besetzten deutsche und italienische Truppen am 11. November handstreichartig die bis dahin unbesetzte Südzone Frankreichs (Unternehmen Anton). Pétain blieb in Vichy, allerdings büßte das Regime durch die Besetzung seine ohnehin geringe faktische Macht weitgehend ein und sank endgültig auf den Status einer deutschen Marionettenregierung herab. Hitler sprach davon, dass es klug sei, „die Fiktion einer französischen Regierung mit Pétain aufrechtzuerhalten. Deshalb solle man Pétain ruhig als eine Art Gespenst beibehalten und ihn von Zeit zu Zeit etwas von Laval aufblasen lassen, wenn er etwas zu sehr zusammensinke“. In den letzten Monaten spielte Pétain kaum noch eine politische Rolle, deckte jedoch mit seiner Autorität die Politik Lavals und die Maßnahmen der Milice.

### Das Ende in Vichy
Nach der alliierten Landung in der Normandie Anfang Juni 1944 (Operation Overlord) begann die Befreiung Frankreichs, und das Ende des Vichy-Regimes zeichnete sich ab. Am 20. August wurde die Regierung zunächst nach Belfort verlegt und auf deutschen Befehl hin am 7. September ins hohenzollerische Sigmaringen. Dort bezog sie im Hohenzollernschloss Quartier und bildete in der „Provisorischen Hauptstadt des besetzten Frankreich“ eine einflusslose Exilregierung. Pétain, der gezwungen worden war, Frankreich zu verlassen, beteiligte sich nicht an dieser Regierungskommission, der nun Faschisten wie Fernand de Brinon und Jacques Doriot angehörten.
Angesichts des sich abzeichnenden militärischen Zusammenbruchs der deutschen Wehrmacht und um einer Festnahme durch die vorrückende 1. französische Armee zu entgehen, reiste Pétain mit seiner Ehefrau am 23. April 1945 in die neutrale Schweiz aus. Nach diplomatischer Vorbereitung stellte er sich drei Tage später am Grenzbahnhof Vallorbe den französischen Behörden und wurde durch Général Marie-Pierre Kœnig verhaftet. Bis zum Beginn seines Prozesses wurde Pétain im Fort de Montrouge nahe Paris inhaftiert.

## Prozess

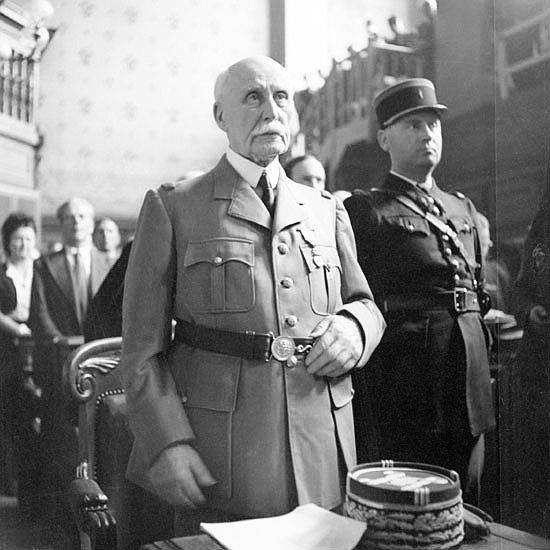
Pétain auf der Anklagebank vor dem Haute cour de justice (Foto: 30. Juli 1945)

Im Zuge der Säuberung des Staatsapparats und des öffentlichen Lebens wurde durch die Commission d’Épuration eine Verurteilung führender Vertreter der Kollaboration und des Vichy-Regimes angestrebt. Das von der Öffentlichkeit viel beachtete Gerichtsverfahren gegen Pétain wurde am 23. Juli 1945 im Pariser Palais de Justice eröffnet. Die Staatsanwaltschaft klagte den ehemaligen Staatschef vor dem Haute cour de justice (Hohen Gerichtshof) unter anderem wegen „Verschwörung gegen die französische Republik und die Sicherheit des Staates“ sowie „Kollaboration mit dem Feind“ an. Pétain, der in der Uniform eines Marschalls von Frankreich auf der Anklagebank erschien, ließ sich durch die Rechtsanwälte Jacques Isorni, Fernand Payen und Jean Lemaire verteidigen und nahm zu den Anschuldigungen nur einmal Stellung. Am ersten Sitzungstag führte er aus:

„Ich habe mich freiwillig gestellt, um dem französischen Volk Rechenschaft abzulegen, nicht dem Hohen Gerichtshof, der das französische Volk nicht repräsentiert. Nach meiner Einschätzung hat der Waffenstillstand Frankreich gerettet, habe ich während der vierjährigen Besatzungszeit durch mein Handeln die Franzosen vor dem Schlimmsten bewahrt, habe die Befreiung vorbereitet und die einzig möglichen Grundlagen für den nationalen Wiederaufstieg gelegt. Indem Sie mich verurteilen, verlängern Sie die Zwietracht in Frankreich. (…) Ich erkläre mich für unschuldig und verweigere jede weitere Aussage …“

Das Geschworenengericht ließ im Prozessverlauf wesentliche Punkte der Anklageschrift fallen, hielt jedoch am Vorwurf des Hochverrats fest und verurteilte Pétain am 15. August zum Tode. Der Schuldspruch war mit vierzehn zu dreizehn Geschworenenstimmen entschieden worden. In Anbetracht des fortgeschrittenen Alters des Verurteilten plädierten 17 der insgesamt 27 Geschworenen für die Aussetzung der Todesstrafe und empfahlen die Umwandlung in eine lebenslange Haftstrafe. Als provisorischer Regierungschef folgte Charles de Gaulle der Begnadigungsempfehlung und wandelte Pétains Strafe am 17. August zu lebenslanger Haft um. Nach dem Urteilsspruch sowie der Aberkennung seiner bürgerlichen Ehrenrechte wurde Pétain zunächst im Fort du Portalet (Département Pyrénées-Atlantiques) inhaftiert. Die Pyrenäen-Festung hatte dem Vichy-Regime als Haftanstalt für politische Gefangene gedient.
Nach seiner Verurteilung wurde Pétain aus der Ehrenlegion ausgeschlossen, da laut den Regeln der Ehrenlegion ein rechtskräftig verurteilter Straftäter nicht Mitglied sein darf.

## Lebensende

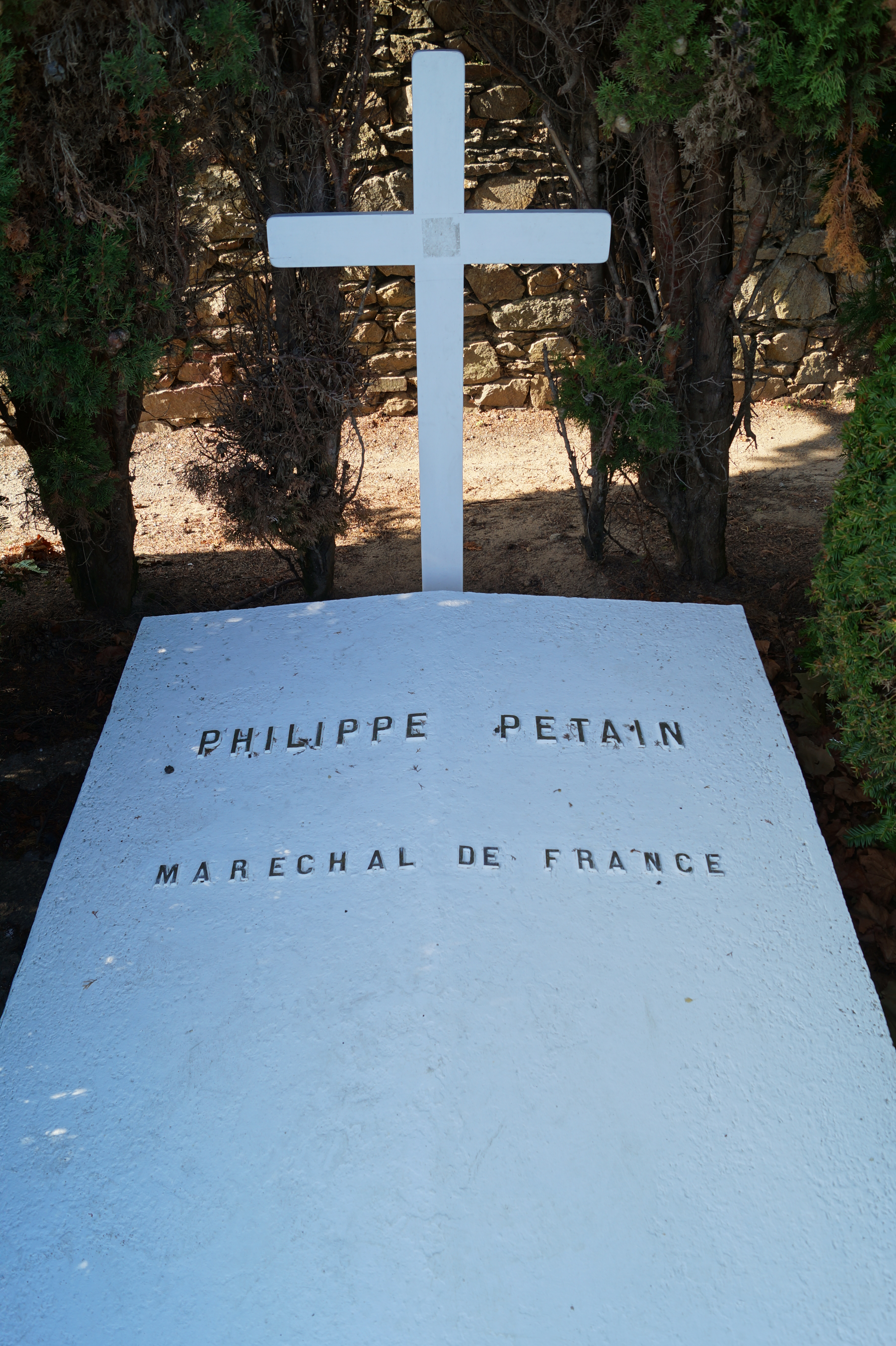
Grabstein Pétains

Am 16. November 1945 wurde Pétain auf die Atlantikinsel Île d’Yeu (Département Vendée) verlegt und als einziger Häftling in der Zitadelle des Forts de Pierre-Levée untergebracht. Im Zuge einer Befragung durch die Abordnung eines Parlamentsausschusses unter ärztlichem Vorsitz diagnostizierte dieser bei dem 91-Jährigen im Juni 1947 Altersschwäche sowie eine Gedächtnisstörung. Aus gesundheitlichen Gründen forderten Pétains Anwälte, der spanische Diktator Francisco Franco sowie verschiedene ausländische Würdenträger wie der Duke of Windsor oder Queen Mary vergeblich eine vorzeitige Haftentlassung. Aufgrund einer Demenzerkrankung und einer Herzinsuffizienz hatte sich der Gesundheitszustand Pétains bis 1949 erheblich verschlechtert. Um den Patienten besser pflegen zu können, wurde er im Juni 1951 in ein Privathaus im Hauptort Port-Joinville verlegt. Dort verstarb Philippe Pétain am 23. Juli 1951 im Alter von 95 Jahren. Zwei Tage später wurde er auf dem örtlichen Friedhof Cimetière communal de Port-Joinville beigesetzt.
Die französische Regierung lehnte seinen Wunsch ab, im Beinhaus von Douaumont bei Verdun beigesetzt zu werden. Um eine Umbettung dorthin zu erzwingen, wurden die Gebeine Pétains zwei Wochen vor den Wahlen zur Nationalversammlung des Jahres 1973 von Anhängern des Marschalls entwendet, zwei Tage später von der Polizei gefunden und am 22. Februar 1973 auf Anweisung von Staatspräsident Georges Pompidou wieder auf die Île d’Yeu überführt.

## Persönliches
Philippe Pétain galt als eingefleischter Junggeselle, der ein bewegtes amouröses Leben führte und sich mit flüchtigen Liebschaften begnügte («homme à femmes»). Gegenüber einem Vertrauten soll er gesagt haben: „Ich habe in meinem Leben zwei Leidenschaften gehabt: die Liebe und die Infanterie.“ Erst 1901 hielt er um die Hand der einundzwanzig Jahre jüngeren Eugénie Hardon an, was deren Familie im Hinblick auf die bescheidene Karriere des Offiziers ablehnte. 1915 trafen sich Pétain und die inzwischen geschiedene Eugénie wieder. Mit der Heirat am 14. September 1920 im Rathaus des 7. Pariser Arrondissements wurde sie zu seiner Gemahlin, später bekannt unter dem Namen Annie Pétain. Trauzeuge war sein langjähriger Weggefährte Général Émile Fayolle. Annie (im Freundeskreis auch: Ninie) hatte aus ihrer ersten Ehe einen Sohn, Pierre de Hérain; aus der Verbindung mit Pétain gingen keine Nachkommen hervor.
1920 bezog das Ehepaar Pétain ein Appartement am Square de La Tour-Maubourg im noblen 7. Arrondissement und erwarb mit der Villa L’Ermitage in Villeneuve-Loubet ein Anwesen an der Côte d’Azur. Auf dem vier Hektar großen Besitz besorgte ein Pächter die Landbestellung und kümmerte sich um die Geflügelzucht. Der Staatsgerichtshof konfiszierte das Eigentum nach Pétains Verurteilung am 15. August 1945.

## Nachleben
Da Pétain in großen Teilen der Bevölkerung sowie vor allem der politischen und militärischen Elite immer noch als Kriegsheld galt, wurde er jahrelang eher als Opfer der deutschen Besatzung gesehen und betont, dass sein Regime bei allen Fehlern auch als „Schutzschild“ gegen das nationalsozialistische Deutschland gewirkt habe. Die Verbrechen des Regimes wie etwa die Deportation der französischen Juden wurden entweder verschwiegen oder anderen Vichy-Funktionären zugeschrieben. 
Im Jahre 1966 erwies der damalige französische Präsident Charles de Gaulle dem „Pétain des Ersten Weltkrieges“ folgende Ehre: „Wenn der Marschall in anderen Zeiten, im spätesten Winter seines Lebens, inmitten überspitzter Ereignisse  durch die Abnutzung des Alters unglücklicherweise verdammenswerten Fehlern verfiel, so sollte doch der Ruhm, mit dem er sich fünfundzwanzig Jahre früher in Verdun bedeckt hatte, vom Vaterland weder vergessen noch verkannt werden.“
Der Historiker Henry Rousso bezeichnete das Schweigen in Frankreich hinsichtlich der Deportation französischer Juden und deren Geschehenlassen durch das Pétain-Regime 1987 als das „Vichy-Syndrom“. Noch François Mitterrand (der erste sozialistische Präsident, 1981–1995) legte 1987 wie alle seine Vorgänger eine Rose zur Erinnerung an Pétain am Fort Douaumont (Verdun) nieder; als dies 1992 publik wurde, löste es einen Skandal aus. Erst Mitterrands Nachfolger Jacques Chirac verurteilte die Verbrechen des Regimes und benannte die Verantwortung des französischen Staates dafür.
In einigen rechtsnationalen bis rechtsextremen Kreisen, wie beim Rassemblement National (RN), gilt Pétain immer noch als Held. Allerdings vermeidet die ehemalige Parteivorsitzende Marine Le Pen, anders als ihr Vater und ehemaliger Vorsitzender der Partei Jean-Marie Le Pen, das Thema.
Pétain wurde zum Namensgeber mehrerer geographischer Formationen in den kanadischen Rocky Mountains, wie dem Mount Pétain (3196 m), Pétain Glacier, Pétain Basin, Pétain Creek, und den Pétain Creek Falls. Allerdings wurden in letzter Zeit Forderungen nach einer Umbenennung laut.

## Veröffentlichungen (Auswahl)
- Actes et écrits. Flammarion, Paris 1974 (2 Bde.).
- La bataille de Verdun. Édition Avalon, Paris 1986, ISBN 2-906316-02-4 (Nachdr. d. Ausg. Paris 1929).
- Discours aux Francais. 17 juin 1940–20 août 1944. Albin Michel, Paris 1989, ISBN 2-226-03867-1.